# Železniční trať Brno – Havlíčkův Brod
Železniční trať Brno – Havlíčkův Brod (v českém jízdním řádu pro cestující tvoří úsek Havlíčkův Brod – Tišnov trať 250, zatímco úsek Tišnov–Brno je součástí tratě 251) je dvoukolejná elektrizovaná celostátní trať. Vede z Brna přes Kuřim, Tišnov, Křižanov, Žďár nad Sázavou, Sázavu a Přibyslav do Havlíčkova Brodu. Celá trať byla zprovozněna jako novostavba v roce 1953, kdy nahradila tři místní dráhy z přelomu 19. a 20. století. Na trati se nachází celkem osm tunelů a množství viaduktů, z nichž největším je most Míru u Dolních Louček. Elektrizována byla v roce 1966. Po trati je vedena dálková železniční linka R9 (vlaky Vysočina).
Po roce 2020 je na trati plánováno zavedení zabezpečovacího systému ETCS.

## Historie
Města Brno a Německý Brod (dnes Havlíčkův Brod) byla na přelomu 19. a 20. století spojena třemi na sebe navazujícími místními drahami. Roku 1885 byla zprovozněna lokálka z Brna do Tišnova (StEG). V roce 1898 byla zprovozněna místní dráha z Německého Brodu do Žďáru (vlastnila ji společnost Místní dráha Německý Brod – Tišnov, provozovaly Rakouské státní dráhy), jež byla v roce 1905 prodloužena přes Nové Město do Tišnova. Toto spojení však mělo pouze místní význam, jízda osobního vlaku po celé klikaté trati trvala 5 hodin a dálkový vlak spojující Prahu a Brno by navíc v Německém Brodě projížděl úvratí. Spojení těchto dvou velkých měst bylo proto tehdy realizováno přes Českou Třebovou nebo přes Jihlavu.
Teprve ve 30. letech 20. století se začala připravovat výstavba nové rychlíkové spojnice Prahy a Brna. Úsek z Kolína do Německého Brodu měl využít stávající trati, jež byla proto zdvoukolejněna. Z Brodu do Brna měla vést novostavba, jež by nahradila nevyhovující lokálky. Ze strategických důvodů se dráha měla vyhnout údolí řeky Jihlavy, v Brně měla navazovat na nové seřaďovací nádraží v Maloměřicích a na Vlárskou dráhu. Impulsem k zahájení stavby se v roce 1938 stala Mnichovská dohoda, v jejímž důsledku se na německém území ocitla i část trati přes Českou Třebovou. Po vypuknutí druhé světové války však stavební aktivita postupně ustala. Tři z tunelů na nedokončeném úseku byly za války využity jako podzemní továrna Diana.
Výstavba byla obnovena v roce 1948. Úseky mezi Brnem a Tišnovem a mezi Žďárem nad Sázavou a Havlíčkovým Brodem byly vedeny převážně podél stávajících lokálek, úsek mezi Tišnovem a Žďárem nad Sázavou však byl směrován zcela jinou trasou, přes Dolní Loučky a Křižanov. Právě do Křižanova byla proto prodloužena místní dráha ze Studence do Velkého Meziříčí, která tak nově vytvořila spojnici mezi novou tratí a dráhou z Brna do Jihlavy. V Brně byla nová trať zaústěna do zastávky v Židenicích. V Havlíčkově Brodě bylo změněno zaústění trati ze severního do jižního zhlaví. Celá dráha Brno – Havlíčkův Brod byla uvedena do jednokolejného provozu 20. prosince 1953, i když dílčí úseky byly otevřeny už dříve. Naopak koncem roku 1953 byl zastaven provoz na lokálkách Brno–Tišnov a Havlíčkův Brod – Žďár nad Sázavou. Druhá kolej nové trati byla dokončena v roce 1958, elektrický provoz byl zahájen 7. listopadu 1966. Trať tak převzala většinu osobní i nákladní dopravy mezi Prahou a Brnem, jezdily tudy expresní vlaky, v 90. letech i vlaky EuroCity. Tehdy proběhla modernizace většiny úseků prvního koridoru přes Českou Třebovou a také elektrifikace trati Brno – Česká Třebová, na kterou byly v roce 1999 přesměrovány všechny dálkové vlaky kategorie EuroCity.

## Popis tratě

### Tišnov – Žďár nad Sázavou
V úseku mezi Tišnovem (255 m n. m.) a Žďárem nad Sázavou (585 m n. m.) je pět železničních stanic (Řikonín (375 m n. m.), Vlkov u Tišnova (555 m n. m.), Křižanov (555 m n. m.), Sklené nad Oslavou (565 m n. m.), Ostrov nad Oslavou) (540 m n. m.). Stoupání mezi stanicemi Tišnov (255 m n. m.) a Vlkov u Tišnova (555 m n. m.) dosahuje hodnot až 20 ‰. Dolnoloučský viadukt (most Míru) o délce 282 m a maximální výšce 42 m se nachází v km 37,099–37,381. Stanice Řikonín je zabezpečena systémem ESA 44 obsluhovaným pomocí JOP, ve stanici jsou světelná návěstidla s rychlostní návěstní soustavou. Mezistaniční úsek Tišnov–Řikonín je 7 375 m dlouhý a je rozčleněn do šesti prostorových oddílů směrem z Tišnova do Řikonína. V opačném směru, tedy z Řikonína do Tišnova, je pouze pět prostorových oddílů. Tyto prostorové oddíly jsou delší z důvodu zajištění dostatečné zábrzdné vzdálenosti při klesání až 20 ‰.[zdroj?] Úsek Řikonín - Vlkov u Tišnova je tvořen sedmi prostorovými oddíly o celkové délce 8 066 m. Nejvyšší dovolená rychlost je 140 km/h.[zdroj?] Na železničním viaduktu přes řeku Libochovku za stanicí Řikonín došlo v roce 1970 k nehodě, při které zemřelo 31 lidí. Některé nákladní vlaky jedoucí od Brna ve stanici Vlkov u Tišnova odvěšují postrkovou lokomotivu, je-li tato potřeba pro zdolání náročného stoupání.[zdroj?]

## Provoz

### Dálkové vlaky
Po trati je v současnosti vedena dálková železniční linka R9. Rychlíky Českých drah v trase Praha – Havlíčkův Brod – Brno jsou označovány názvem Vysočina a jezdí ve dvouhodinovém intervalu.
Úsek Tišnov–Brno je na lince R9 začleněn do Integrovaného dopravního systému Jihomoravského kraje (IDS JMK).

### Osobní vlaky
Úsek z Brna do Křižanova je obsluhován železniční linkou Integrovaného dopravního systému Jihomoravského kraje S3. Úsek z Tišnova do Havlíčkova Brodu je součástí IDS Veřejná doprava Vysočiny (VDV).

#### Brno–Tišnov
Ve špičkách pracovních dnů jezdí osobní vlaky linky S3 v 15minutovém, mimo špičky a o víkendech ve 30minutovém intervalu.

#### Tišnov–Křižanov
V nepracovních dnech a o víkendech zde jezdí vlaková linka IDS JMK S3 v intervalu 120 minut.

#### Křižanov – Žďár nad Sázavou
Ve špičkách pracovních dnů jezdí osobní vlaky začleněné do systému VDV v intervalu 15–120 minut.[zdroj?]

#### Žďár nad Sázavou – Havlíčkův Brod
Zde jezdí některé spoje ve 2hodinovém intervalu. Vlaky jezdí až z Kolína, většina je však ukončena v Havlíčkově Brodě. Vozbu zajišťuje lokomotiva 362 s vozy Bdmteeo294 a BDsee454. Tyto vlaky jsou doplněny ve špičkách pracovních dnů o osobní vlaky jedoucí pouze v tomto úseku, místo lokomotivy 362 zde jezdí lokomotiva 242 se stejnými vozy.[zdroj?]

### Nákladní doprava
V nákladní dopravě má trať nadále významnou roli, tato trasa je preferována před trasou přes Českou Třebovou jednak z důvodu nižší vytíženosti trati osobní dopravou a také kvůli možnosti přepřahu lokomotiv v místě změny elektrické napájecí soustavy v Kutné Hoře. Nevýhodou této trasy je větší převýšení a nepatrně větší vzdálenost. Tuto nevýhodu se snaží eliminovat Správa železnic zřízením postrkové služby.

## Stanice a zastávky

### Jihomoravský kraj

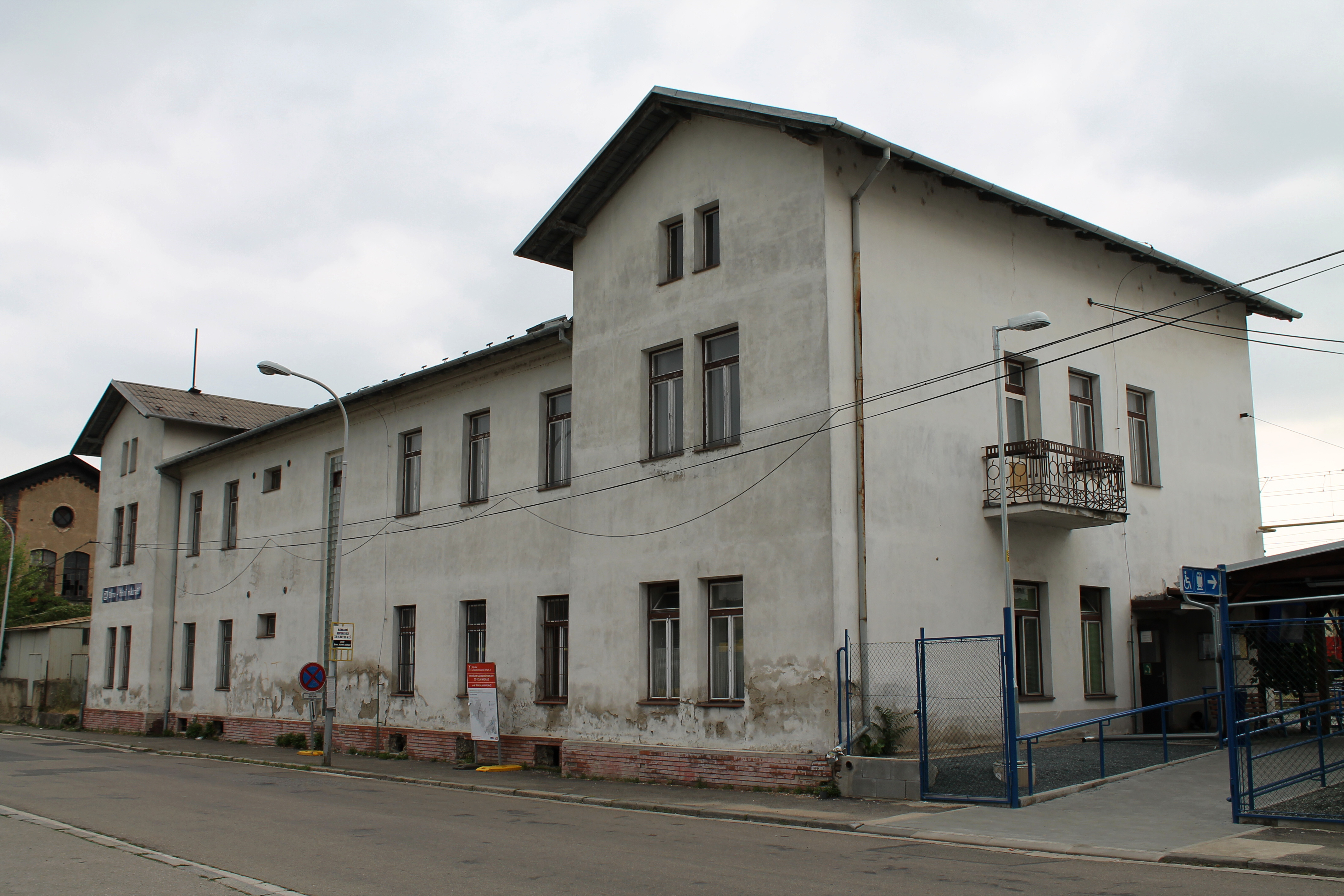
Brno dolní nádraží
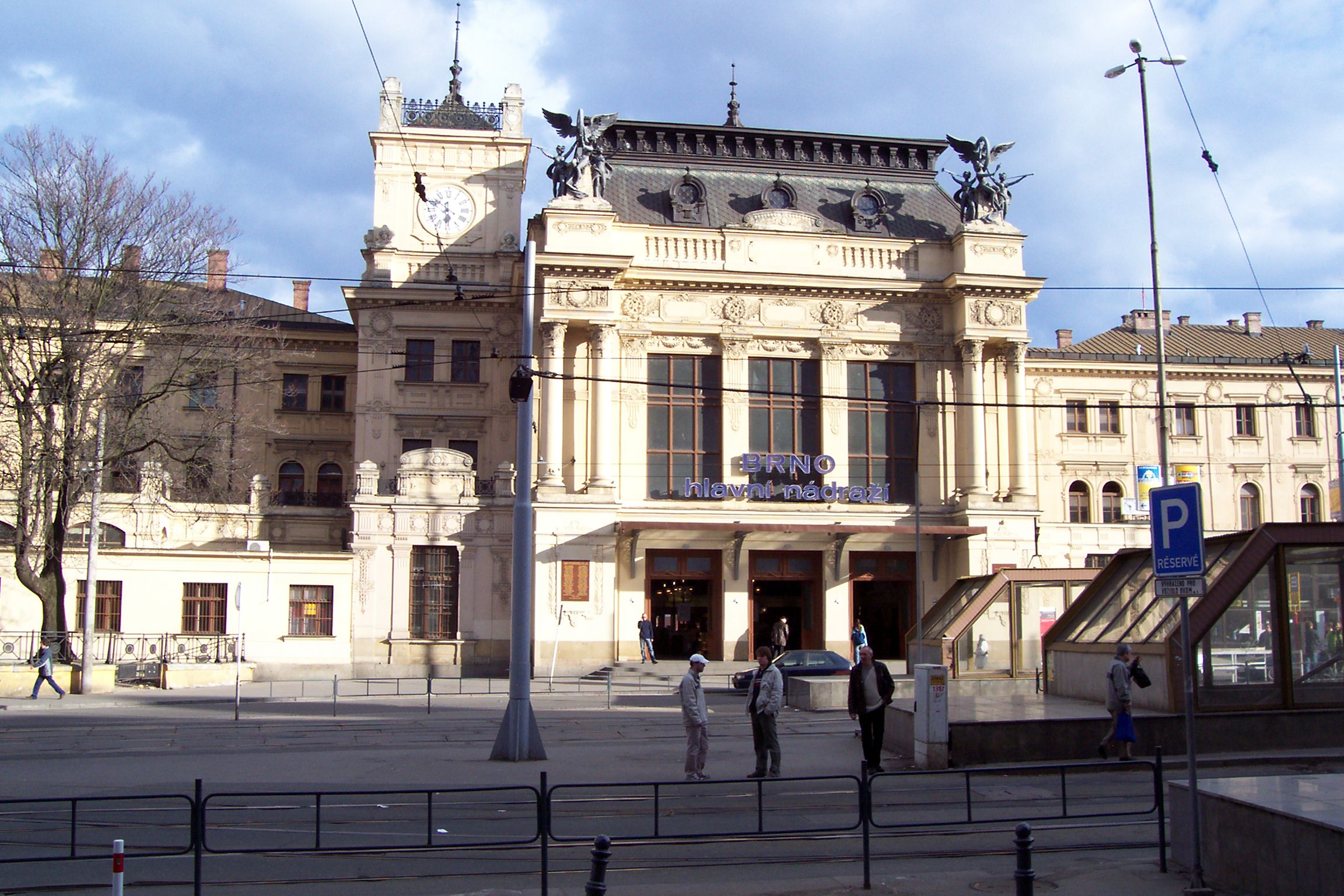
Brno hlavní nádraží
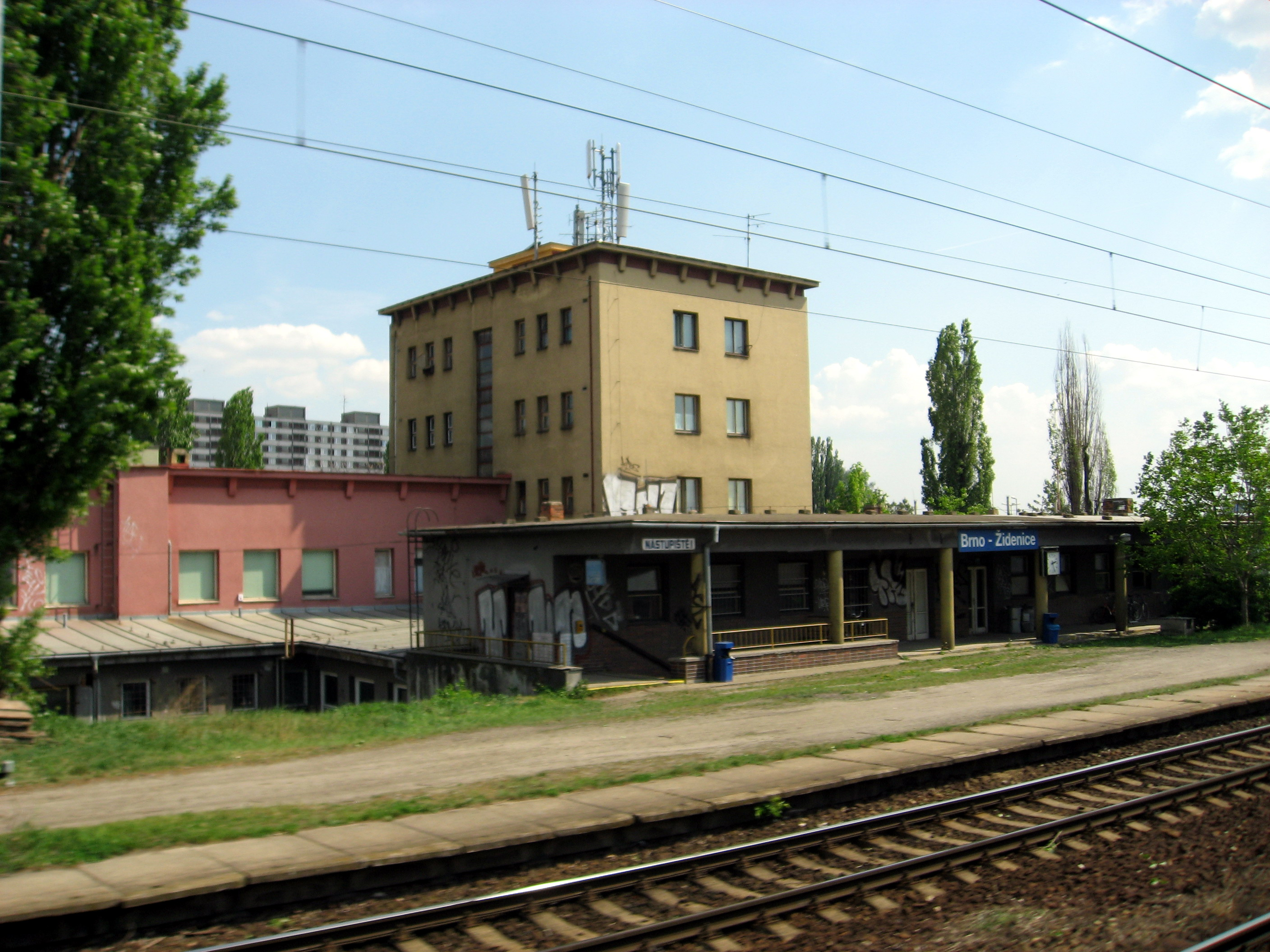
Brno-Židenice
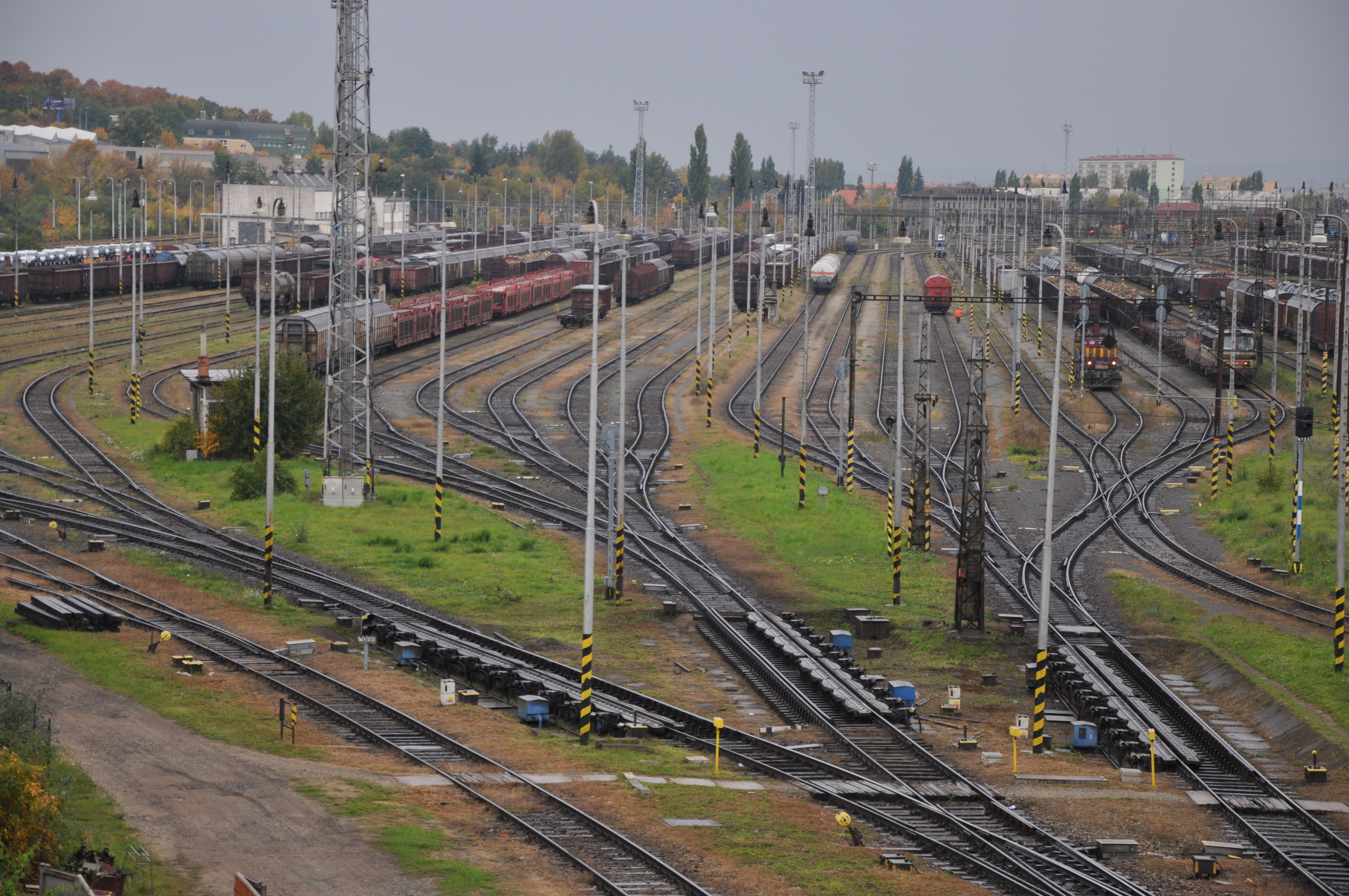
Brno-Maloměřice
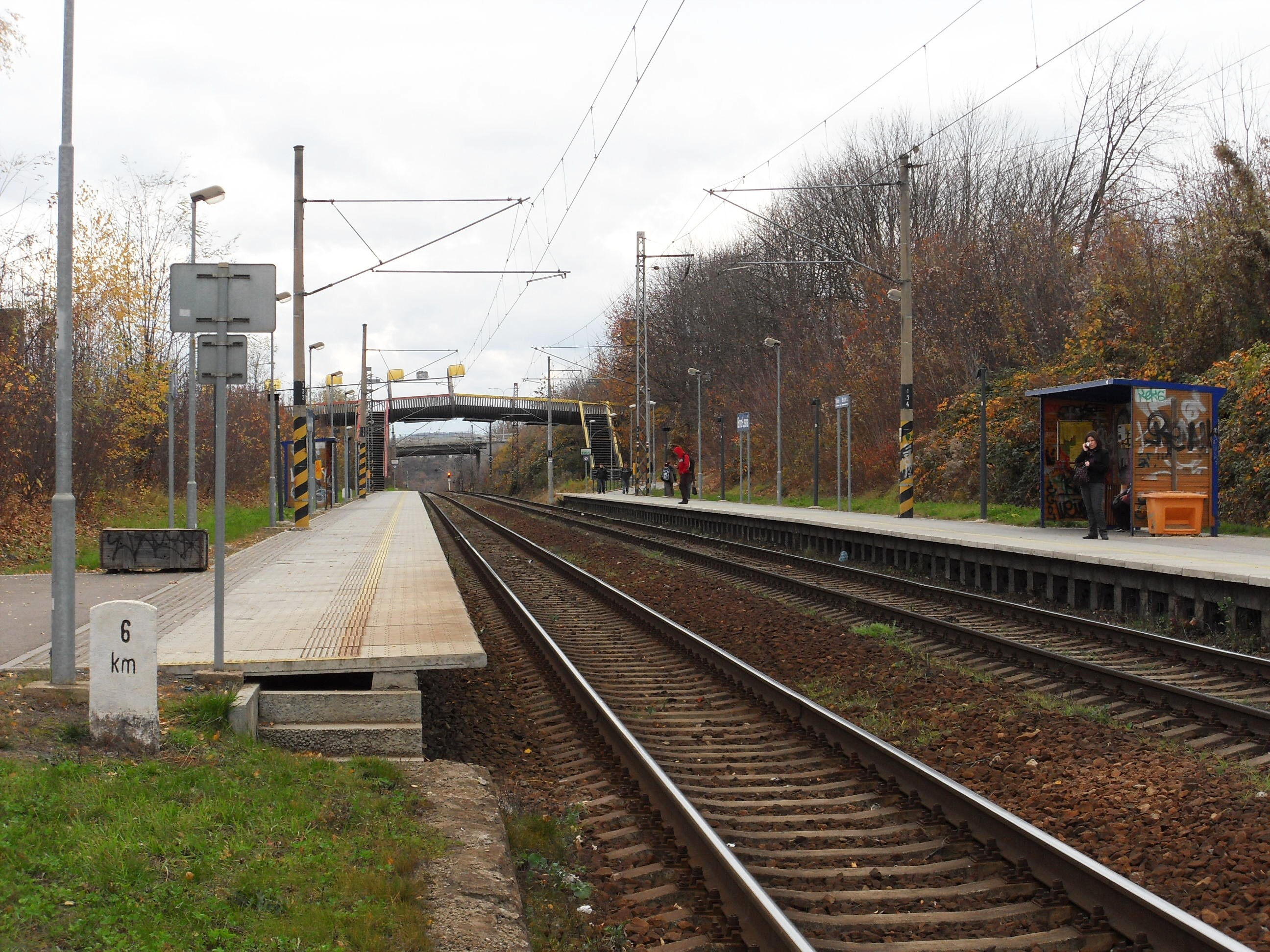
Brno-Lesná
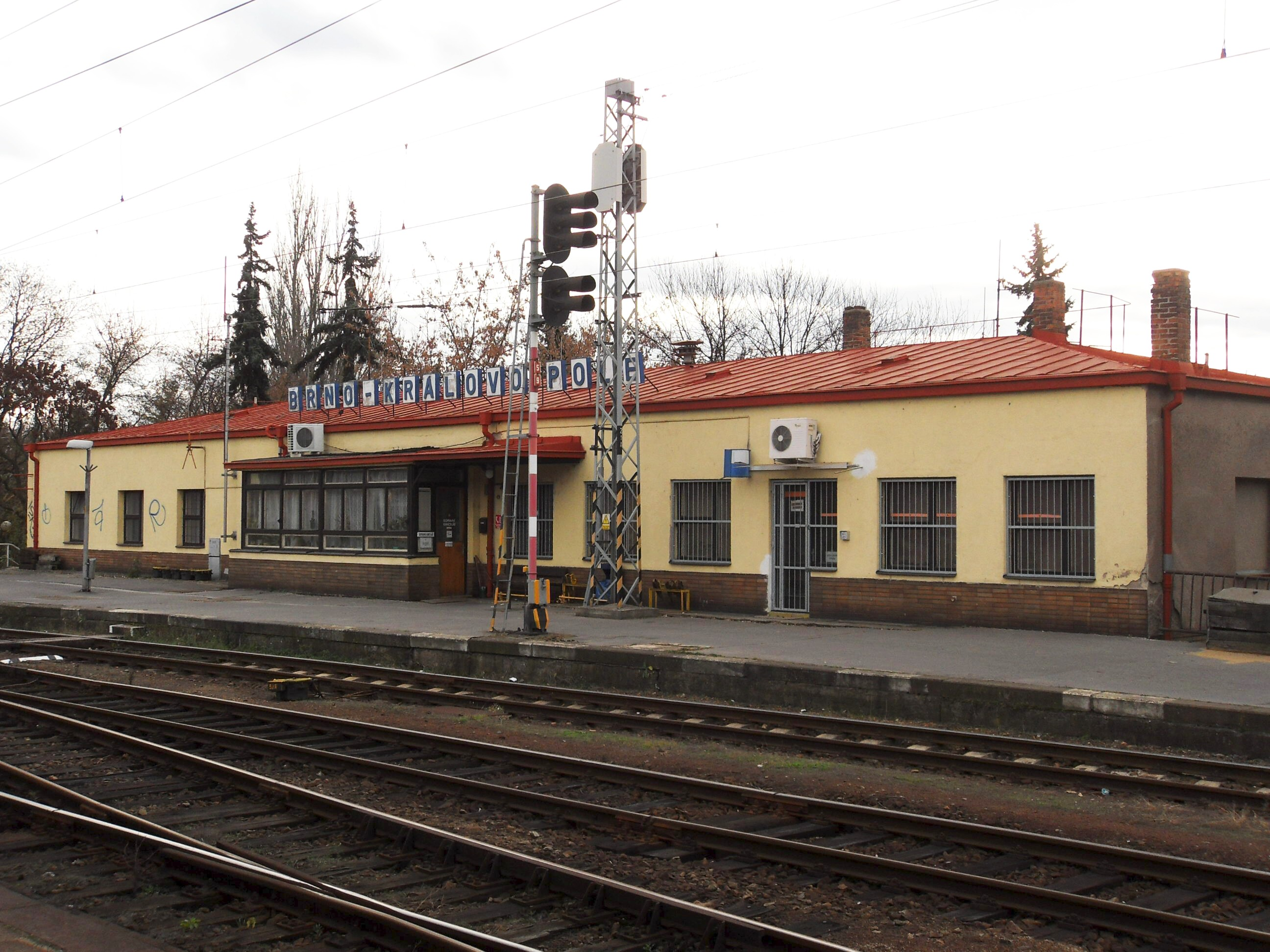
Brno-Královo Pole
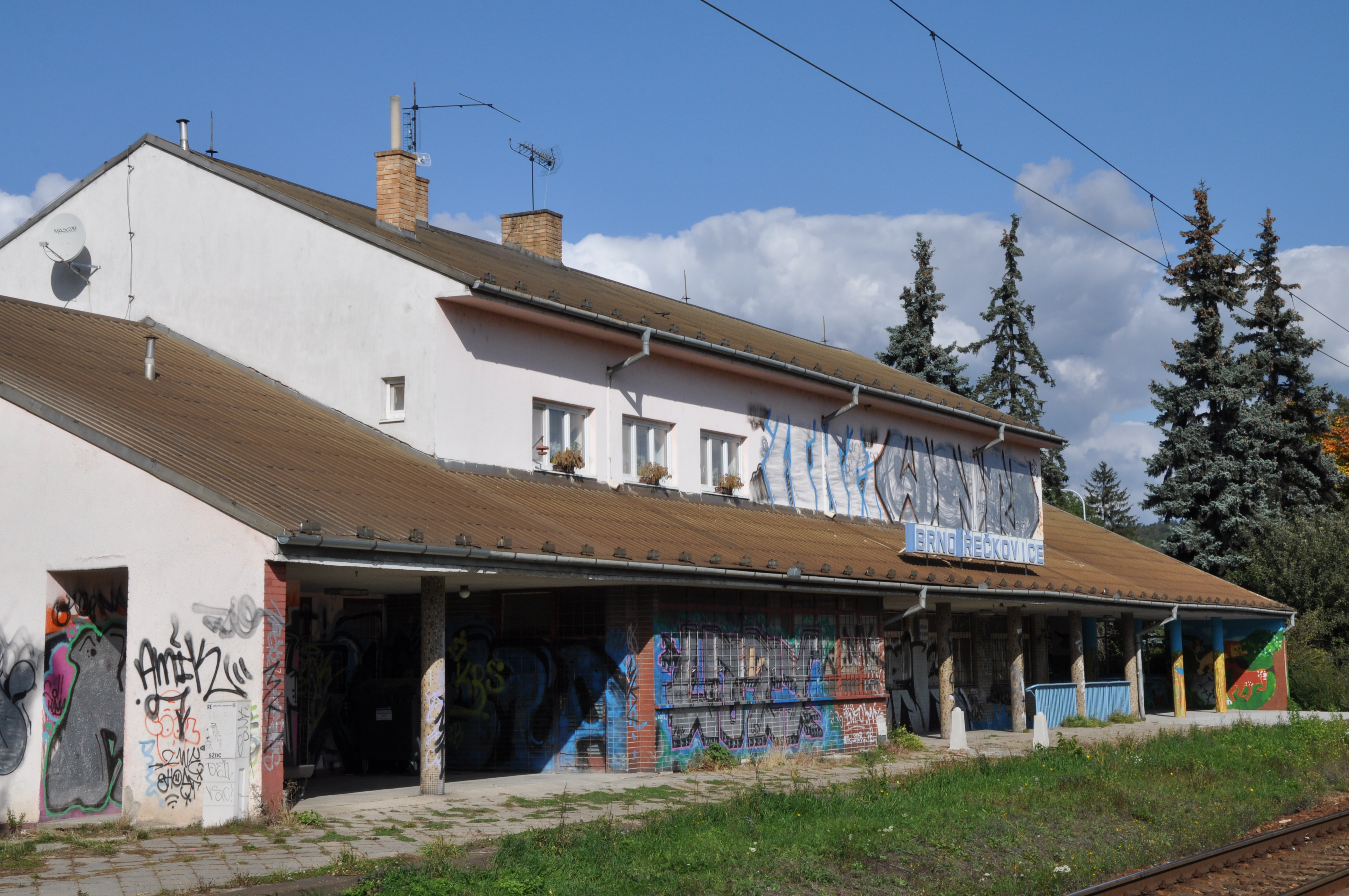
Brno-Řečkovice
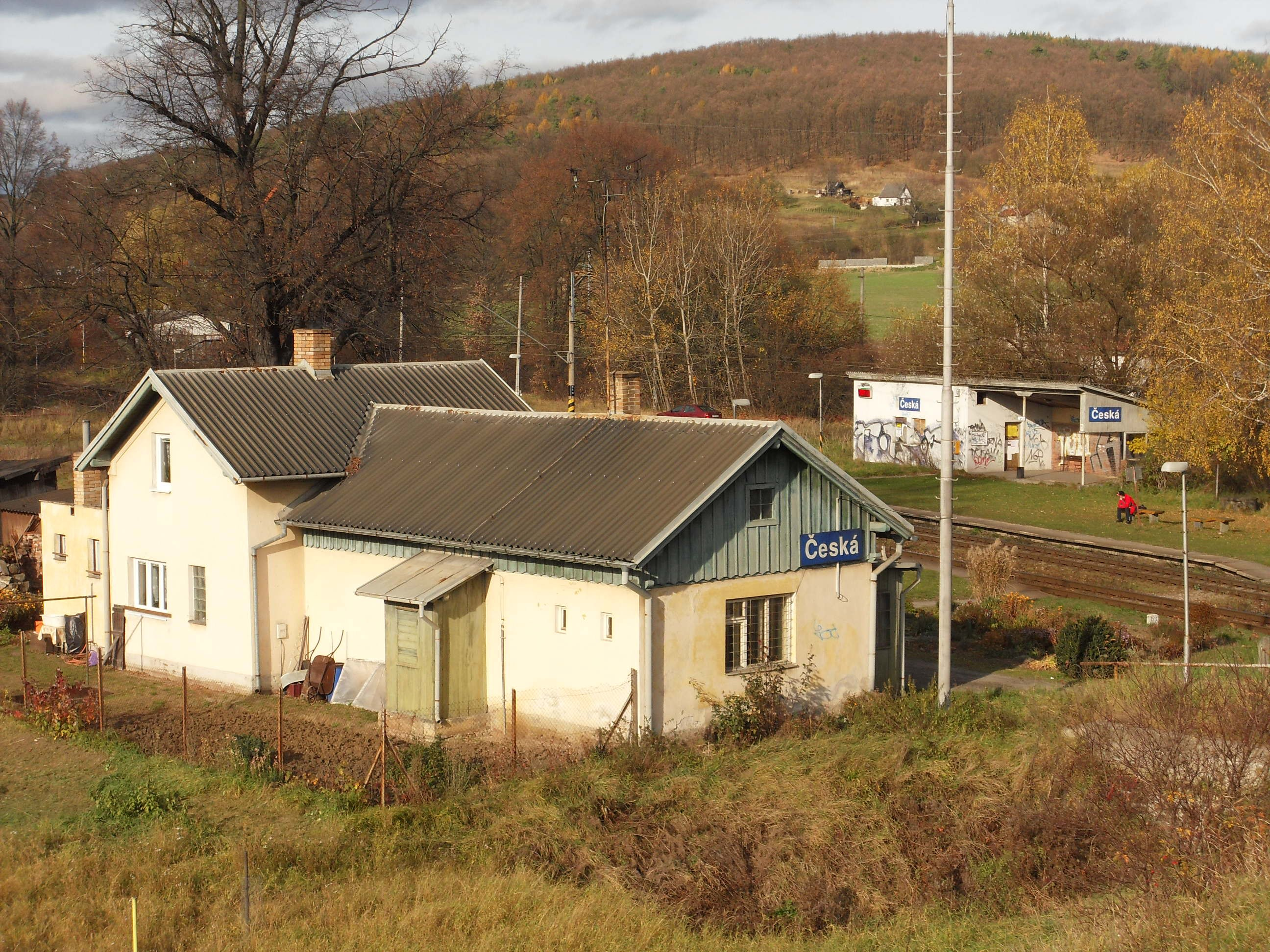
Česká
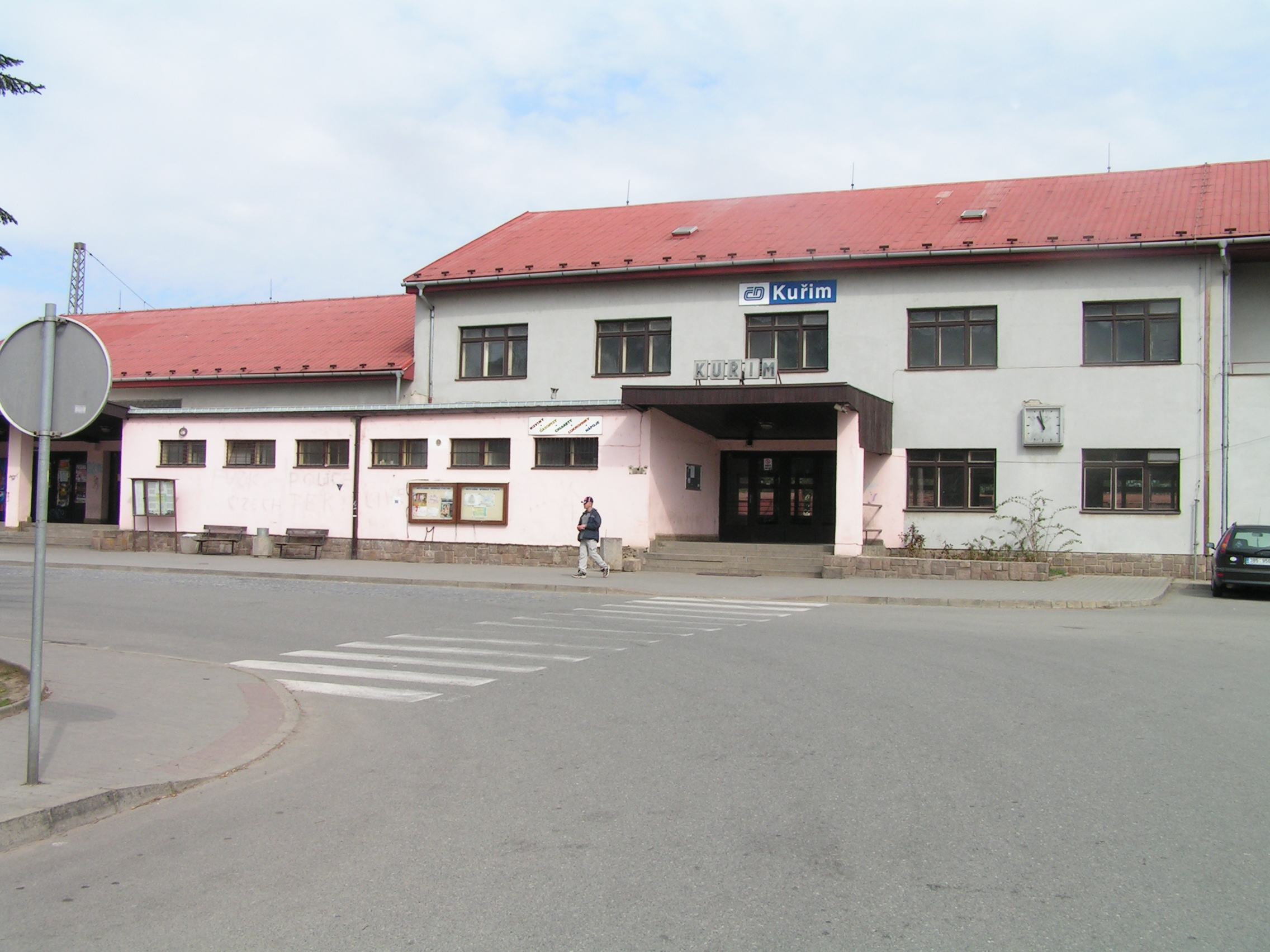
Kuřim
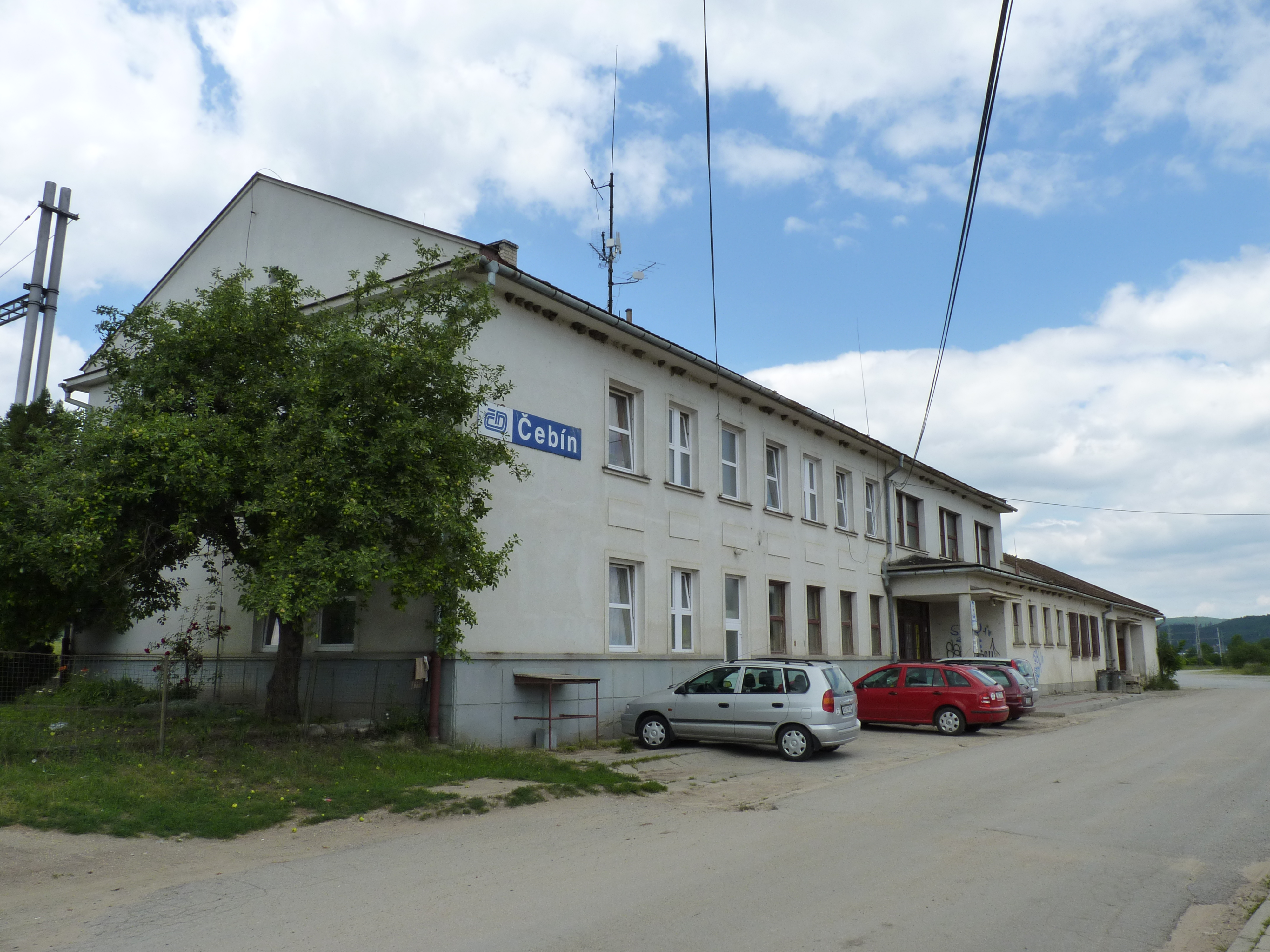
Čebín
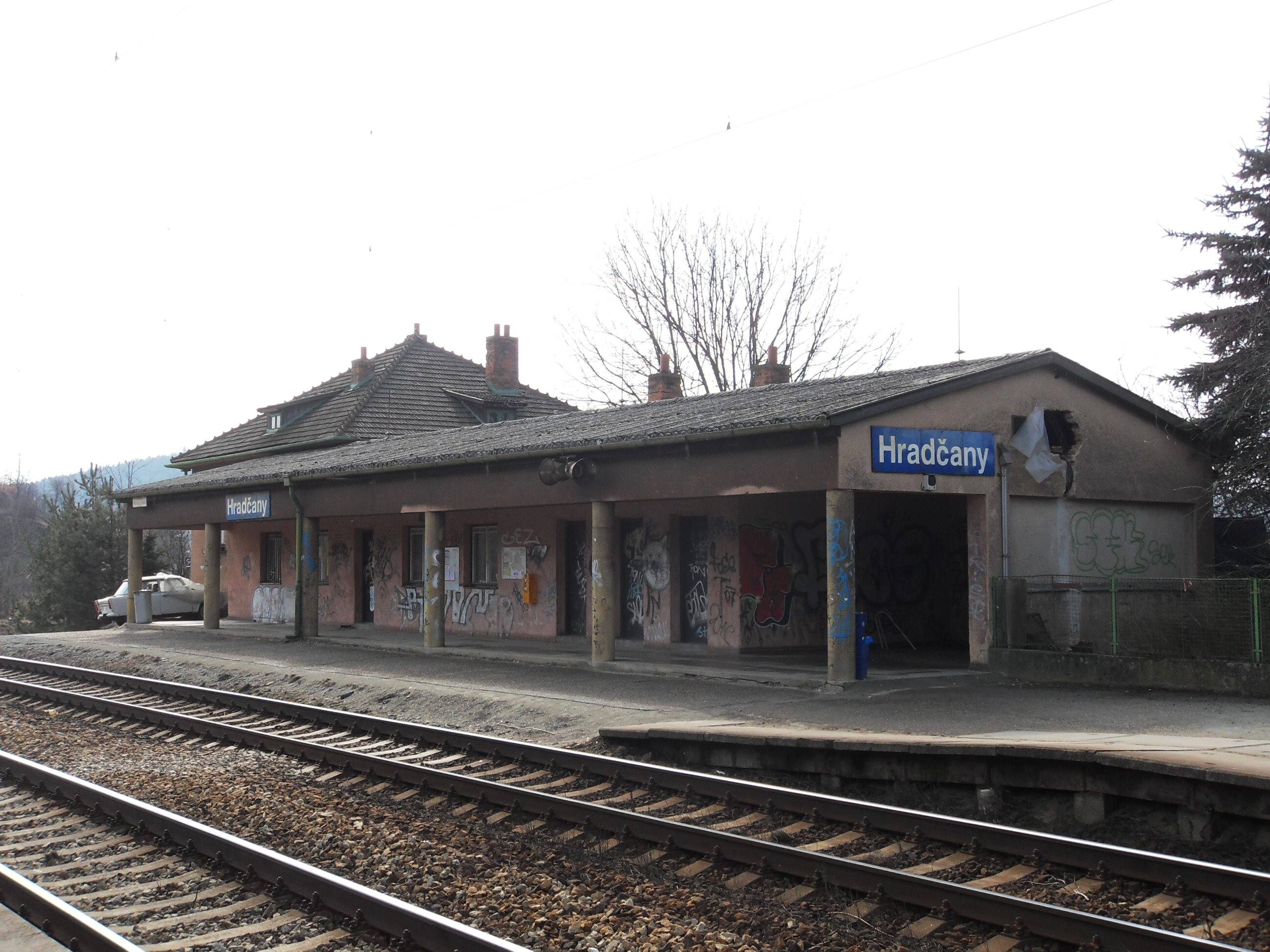
Hradčany
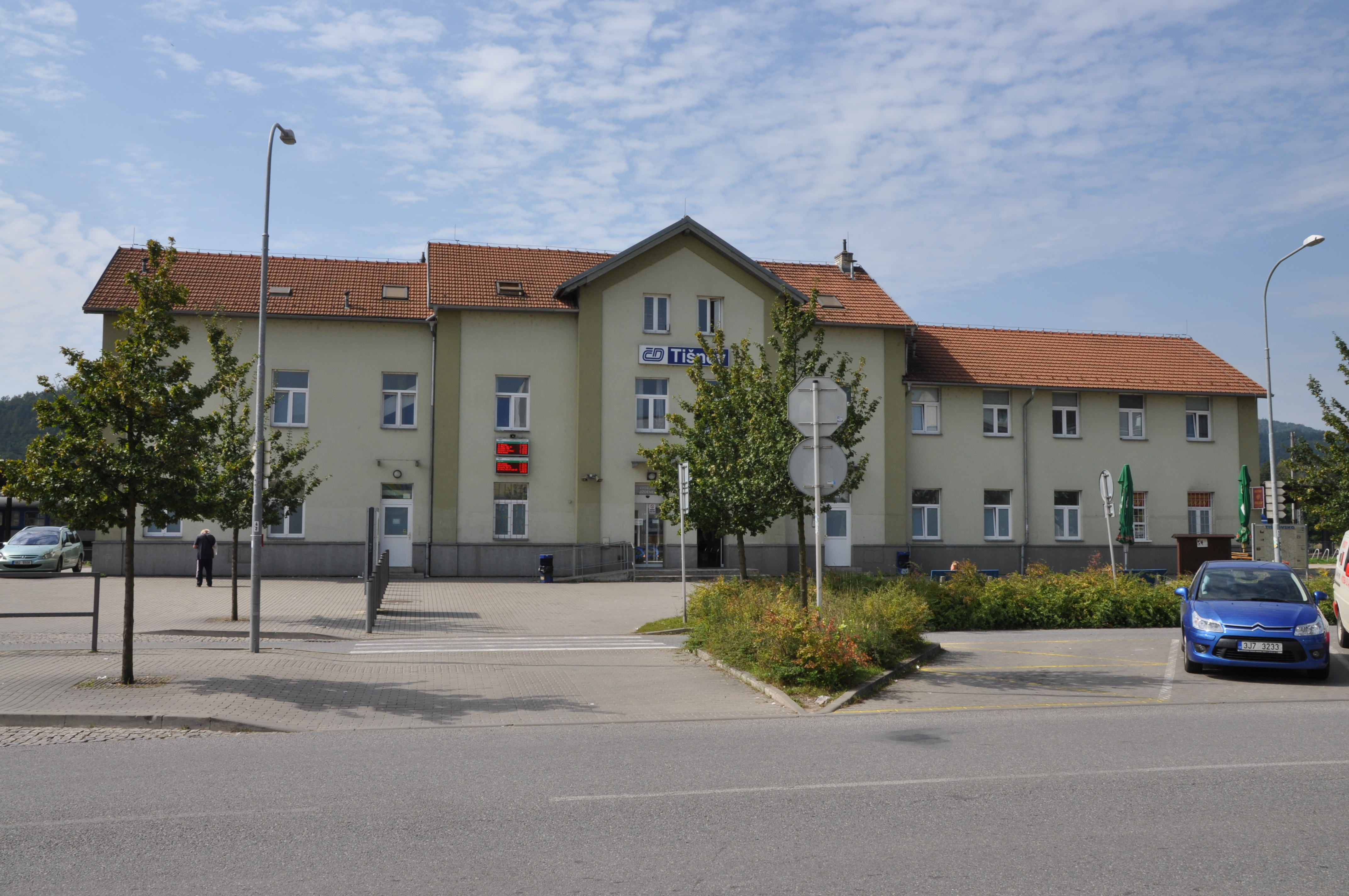
Tišnov
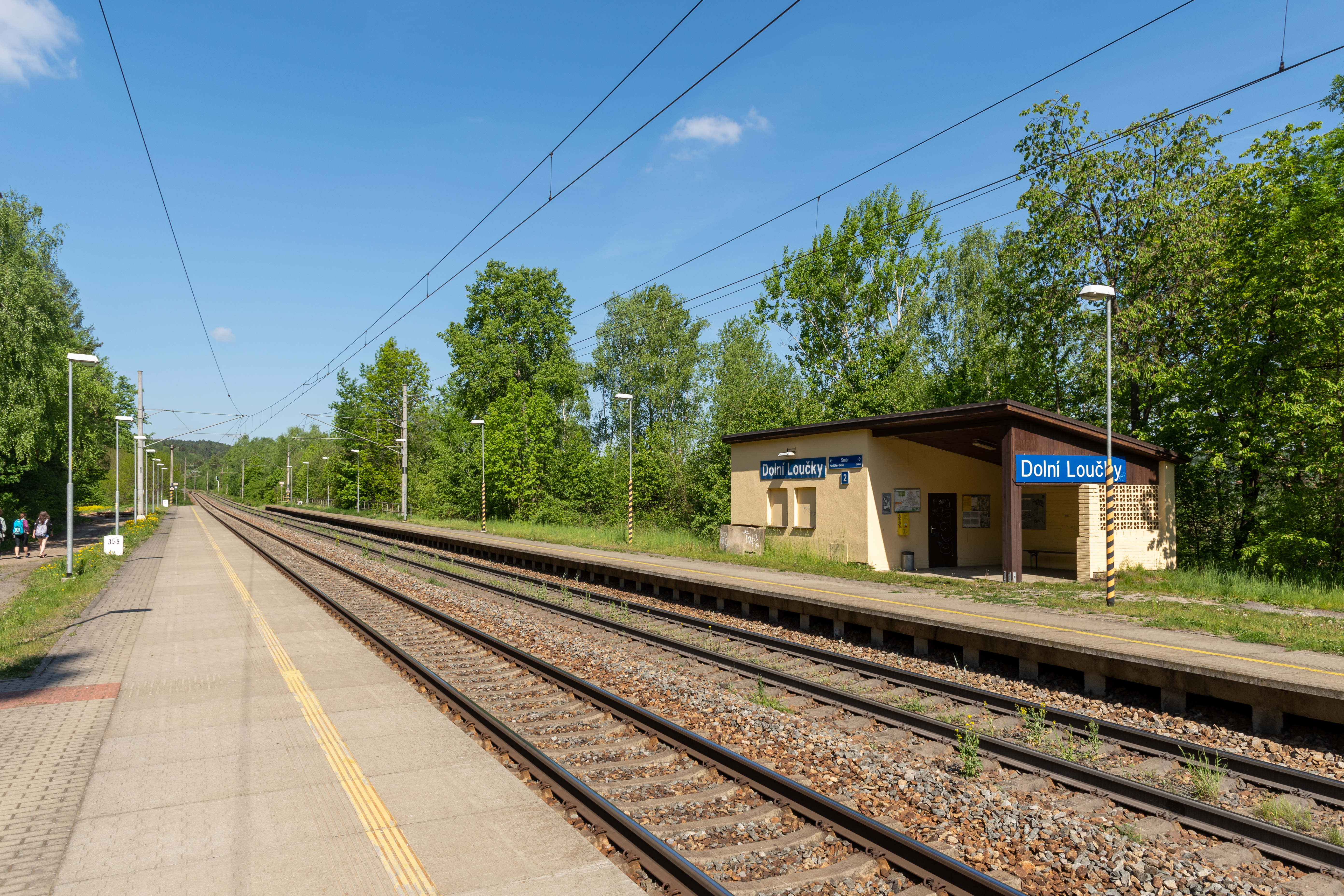
Dolní Loučky
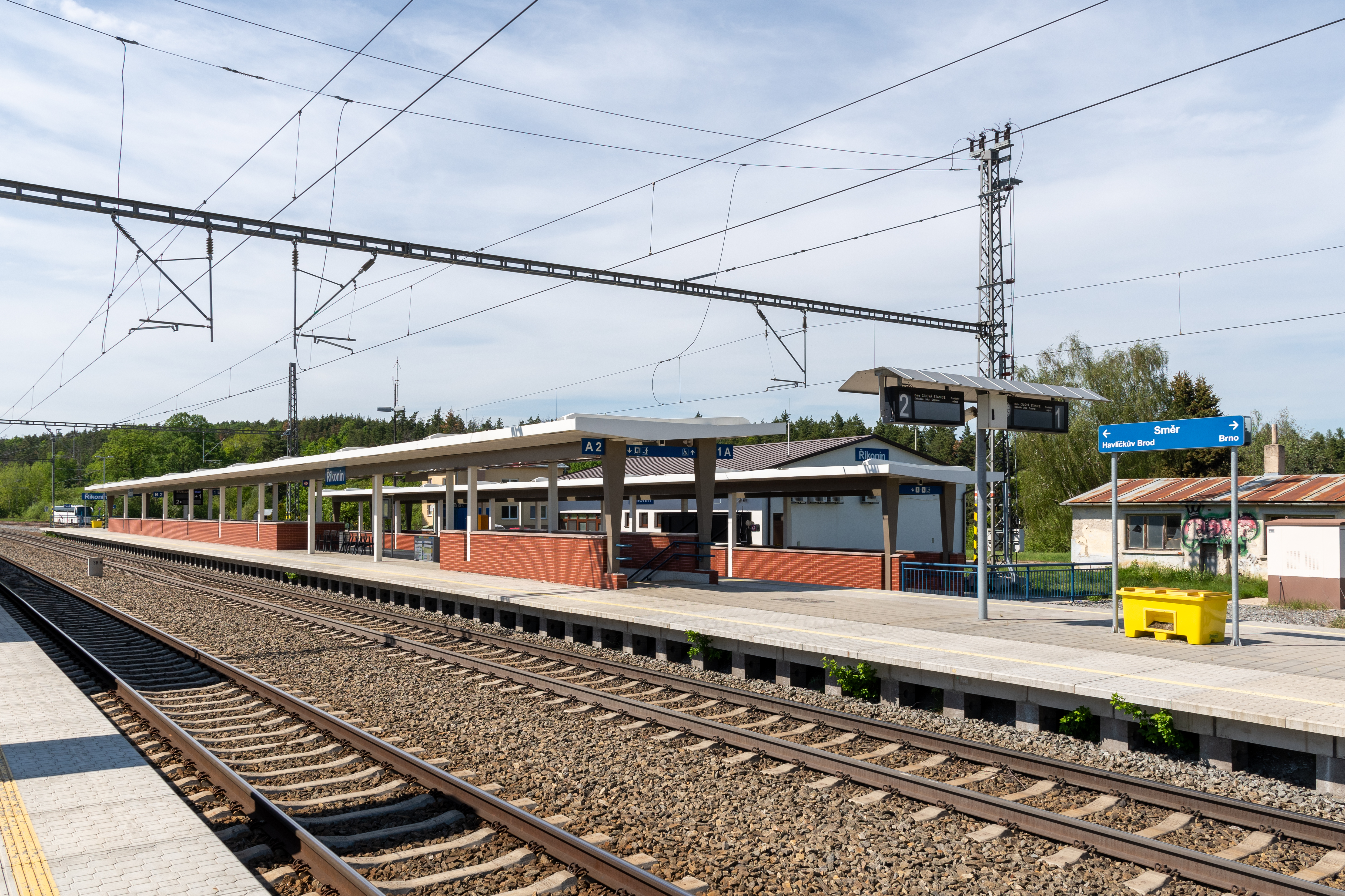
Řikonín
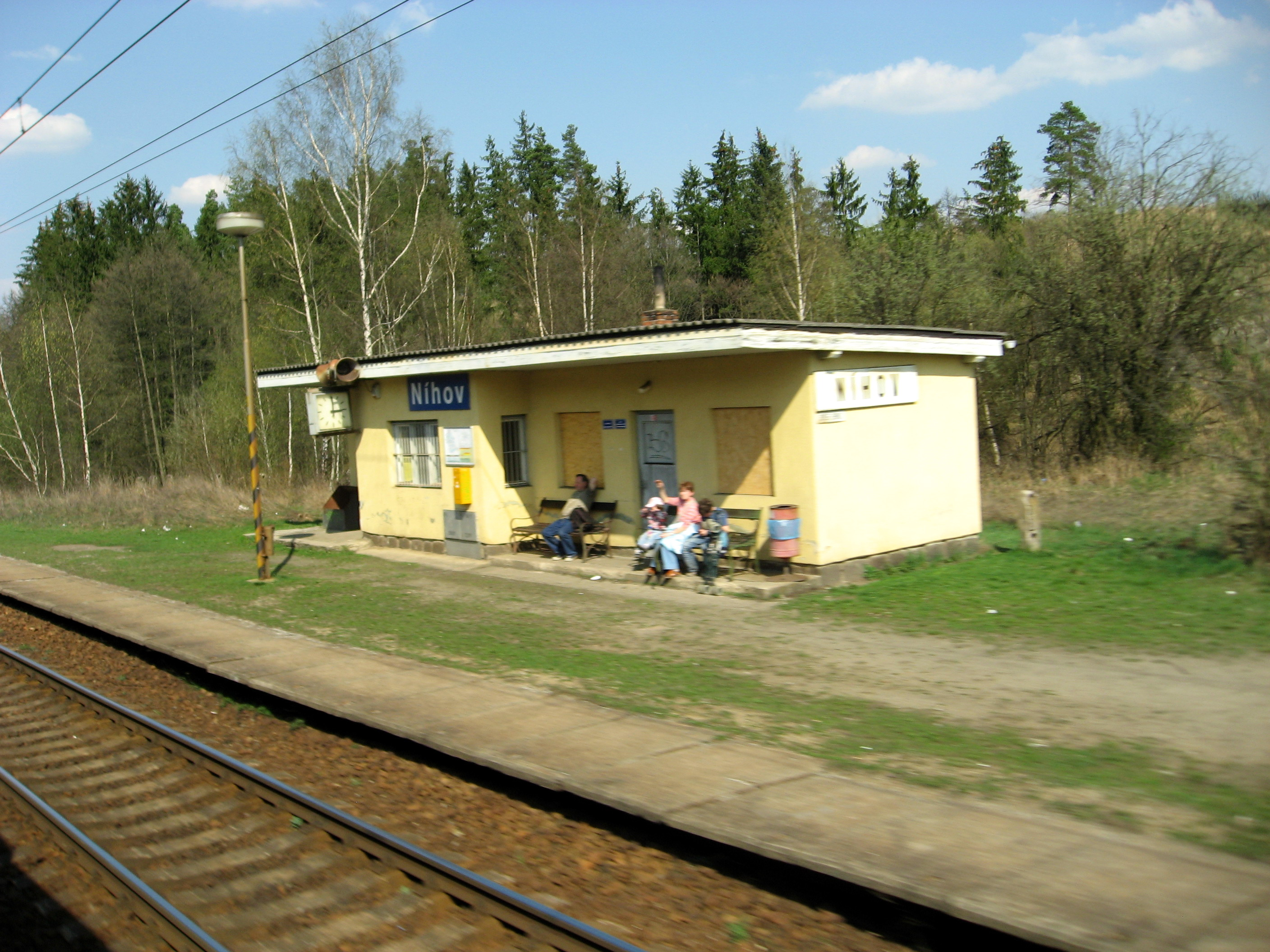
Níhov

### Kraj Vysočina

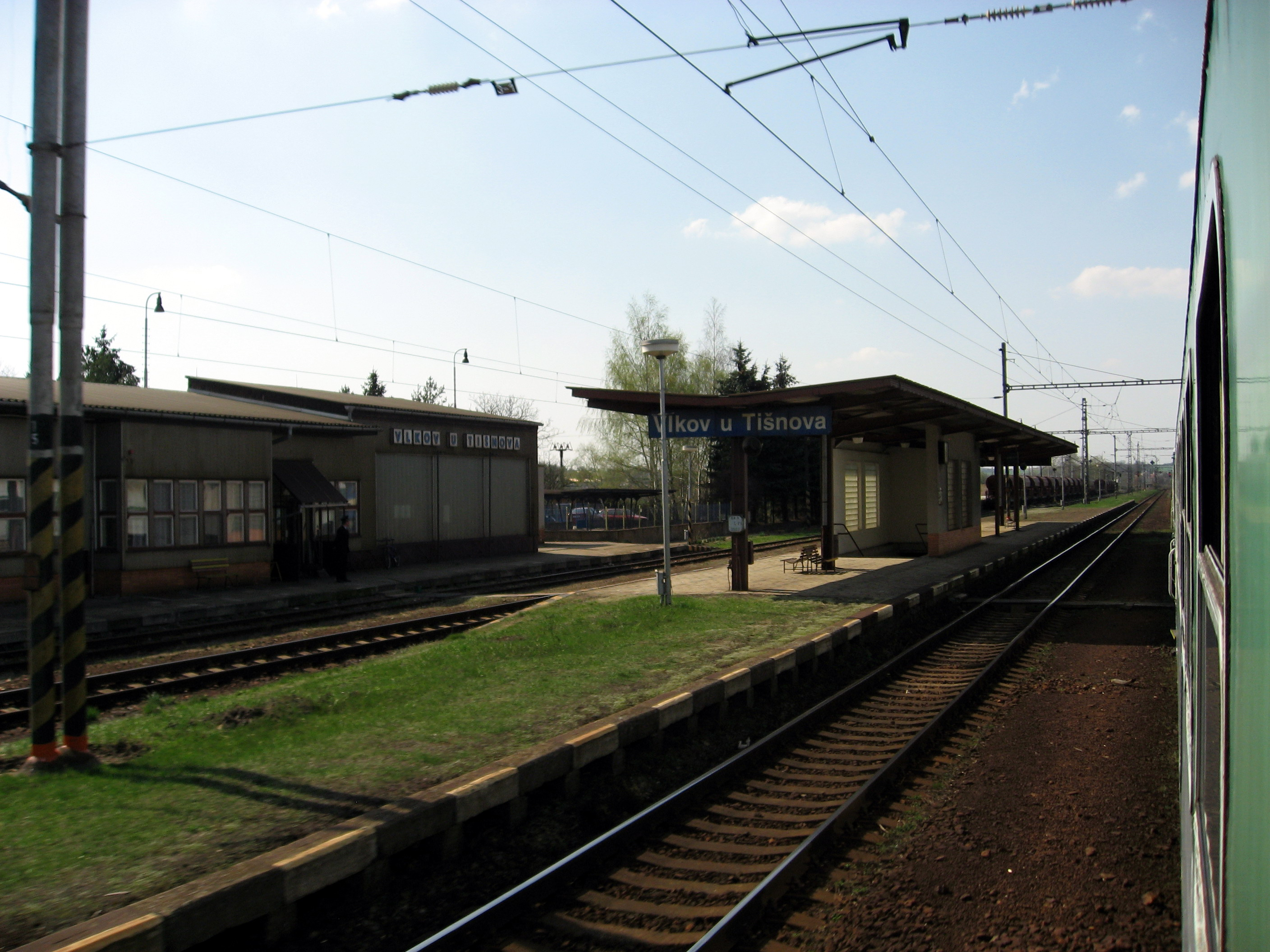
Vlkov u Tišnova
Vlkov-Osová
Osová Bítýška
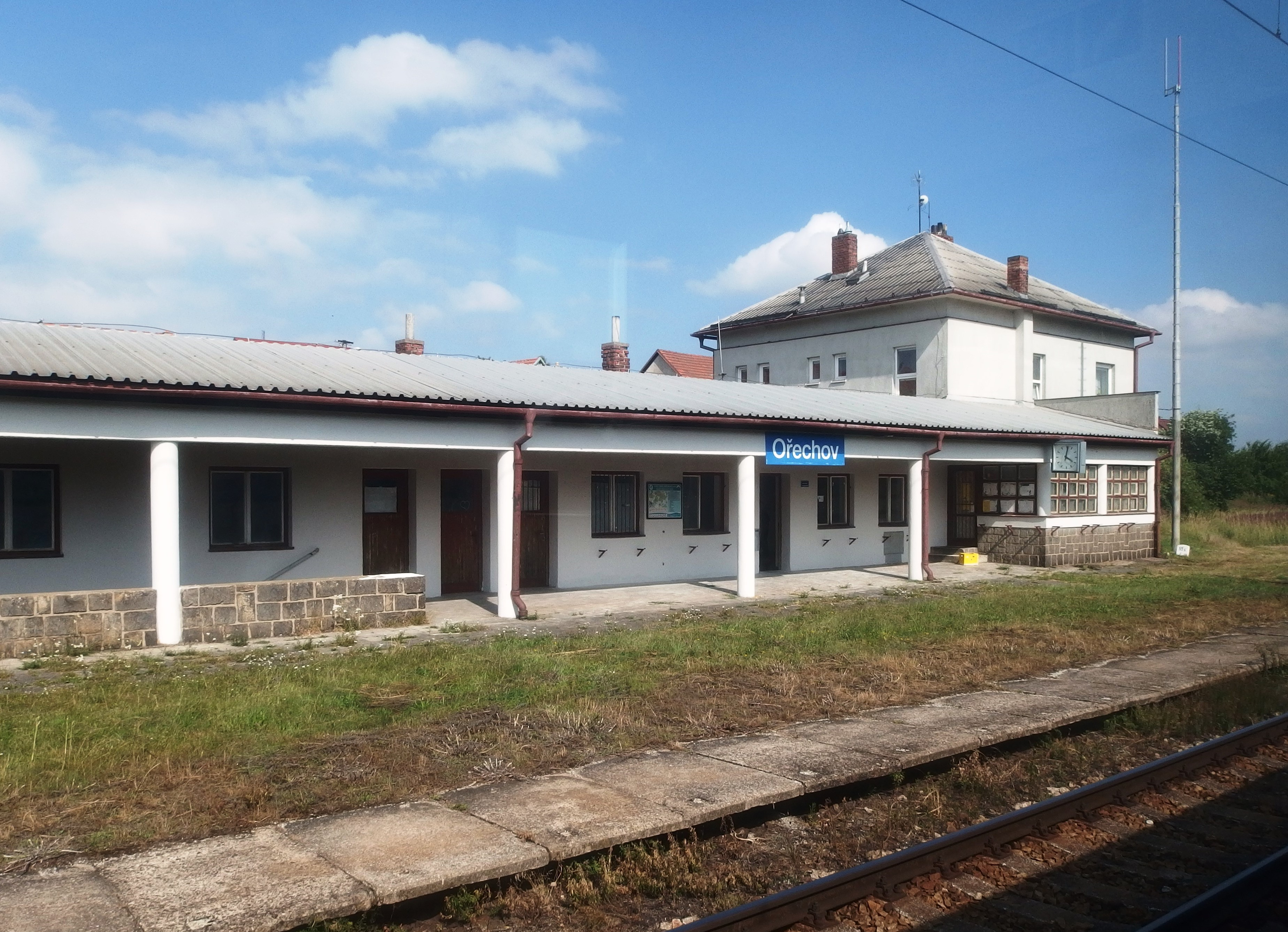
Ořechov
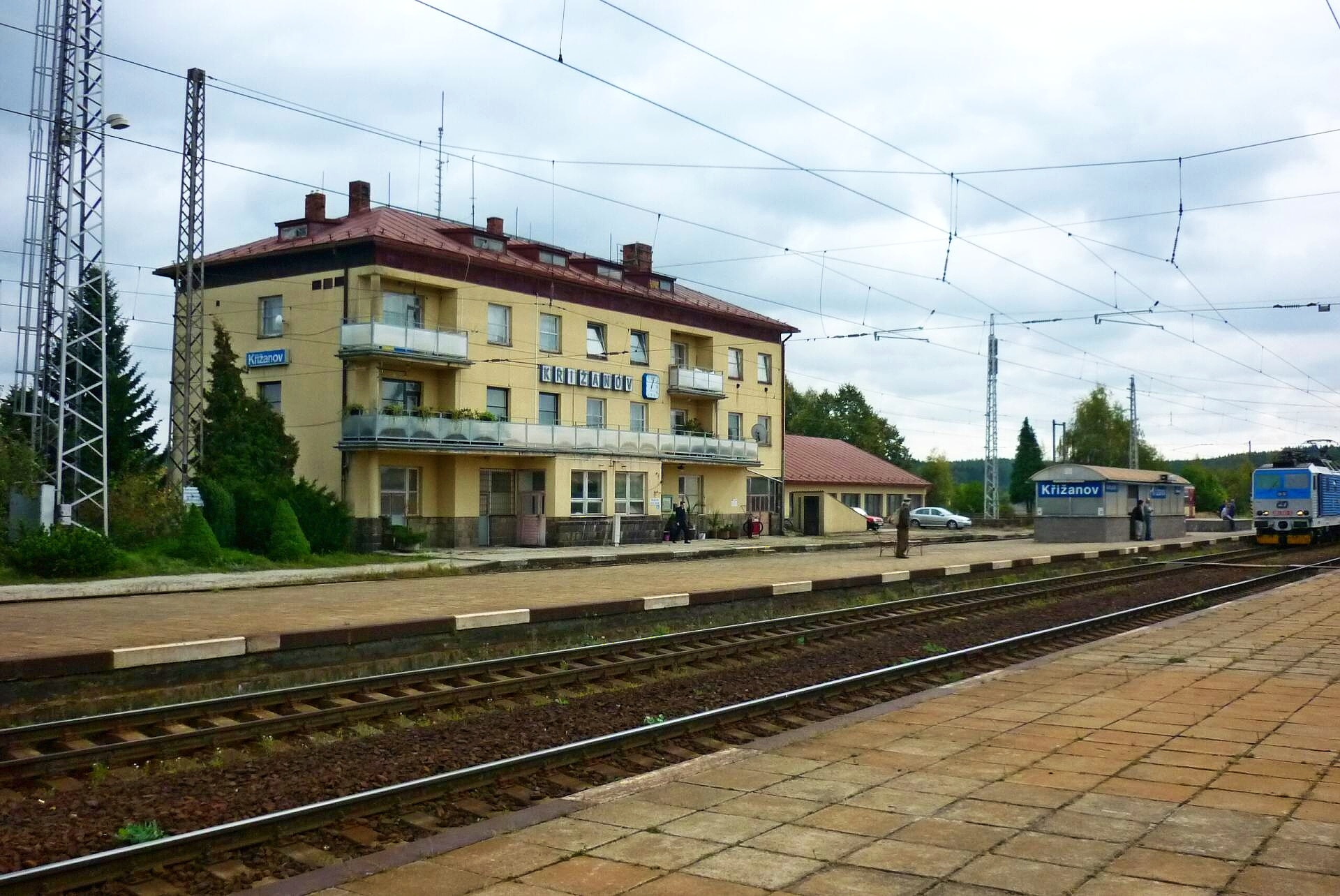
Křižanov
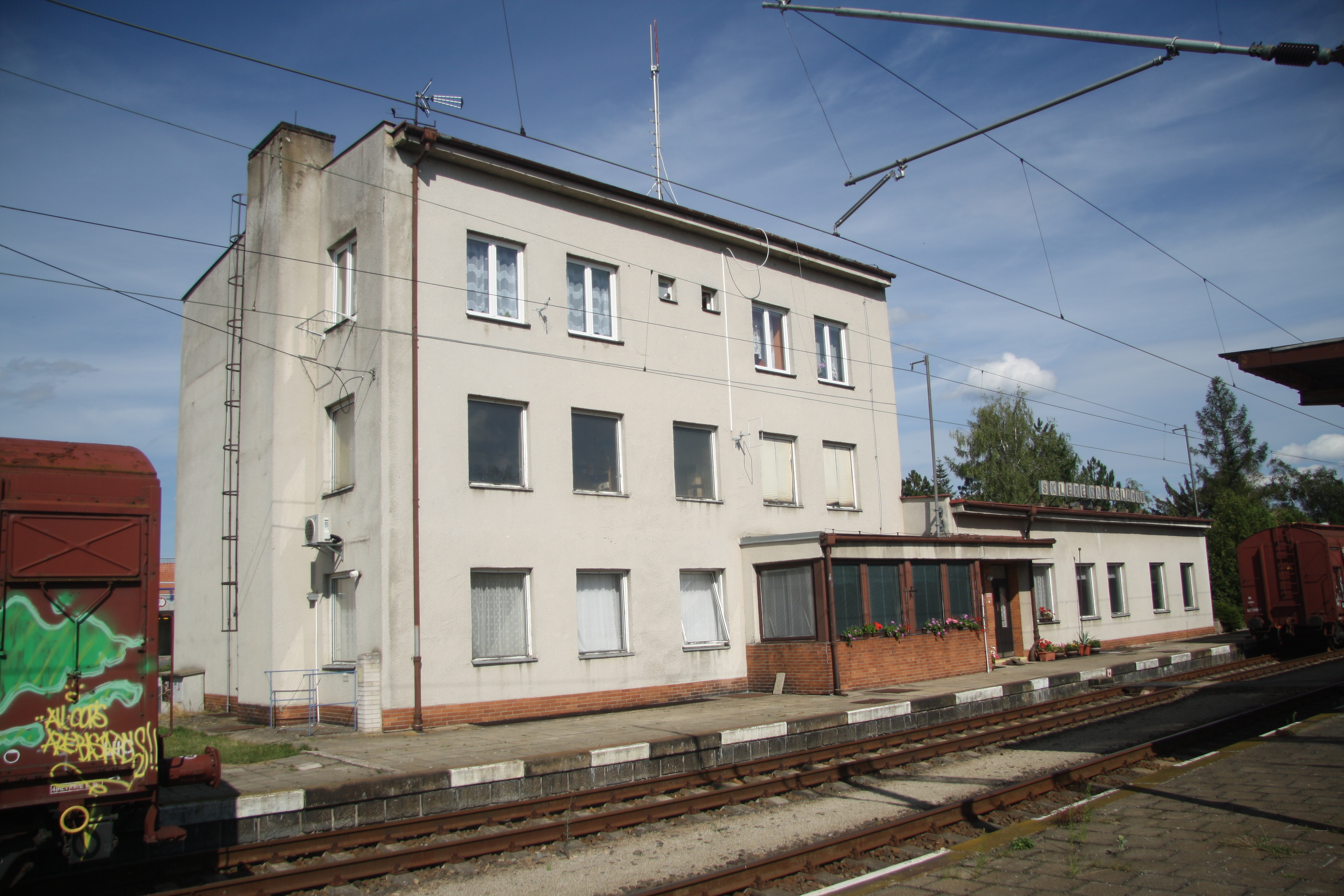
Sklené nad Oslavou
Laštovičky
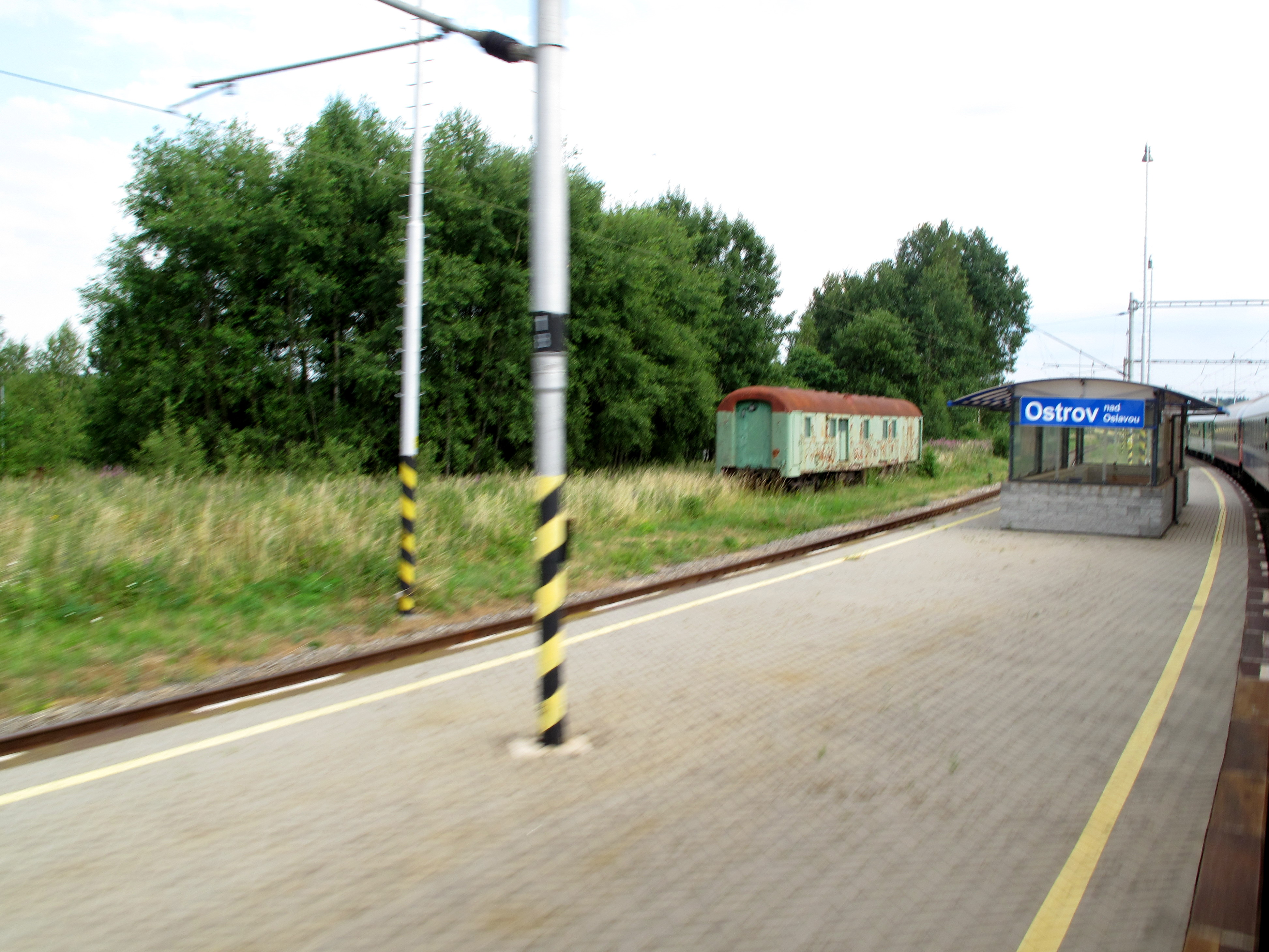
Ostrov nad Oslavou
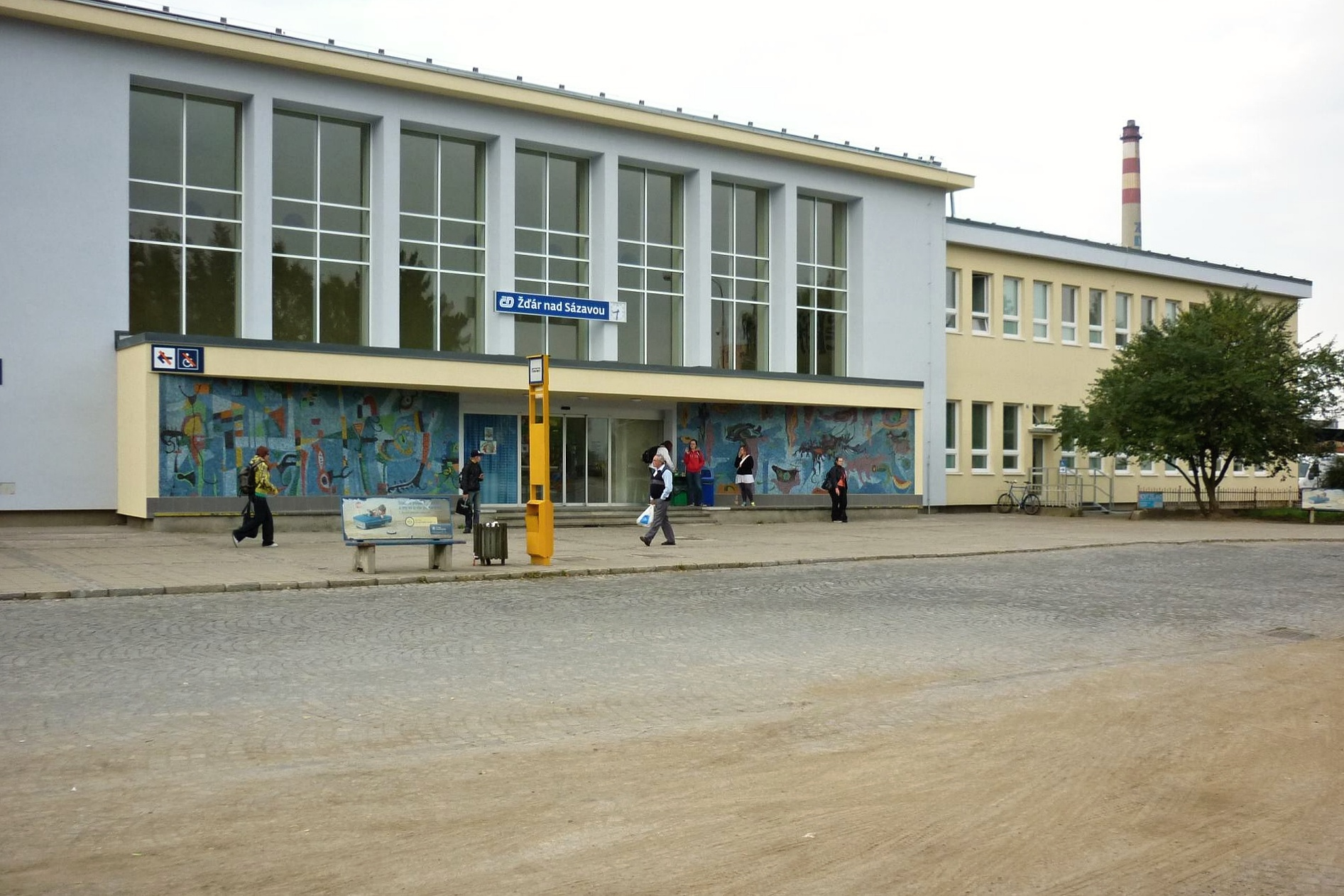
Žďár nad Sázavou
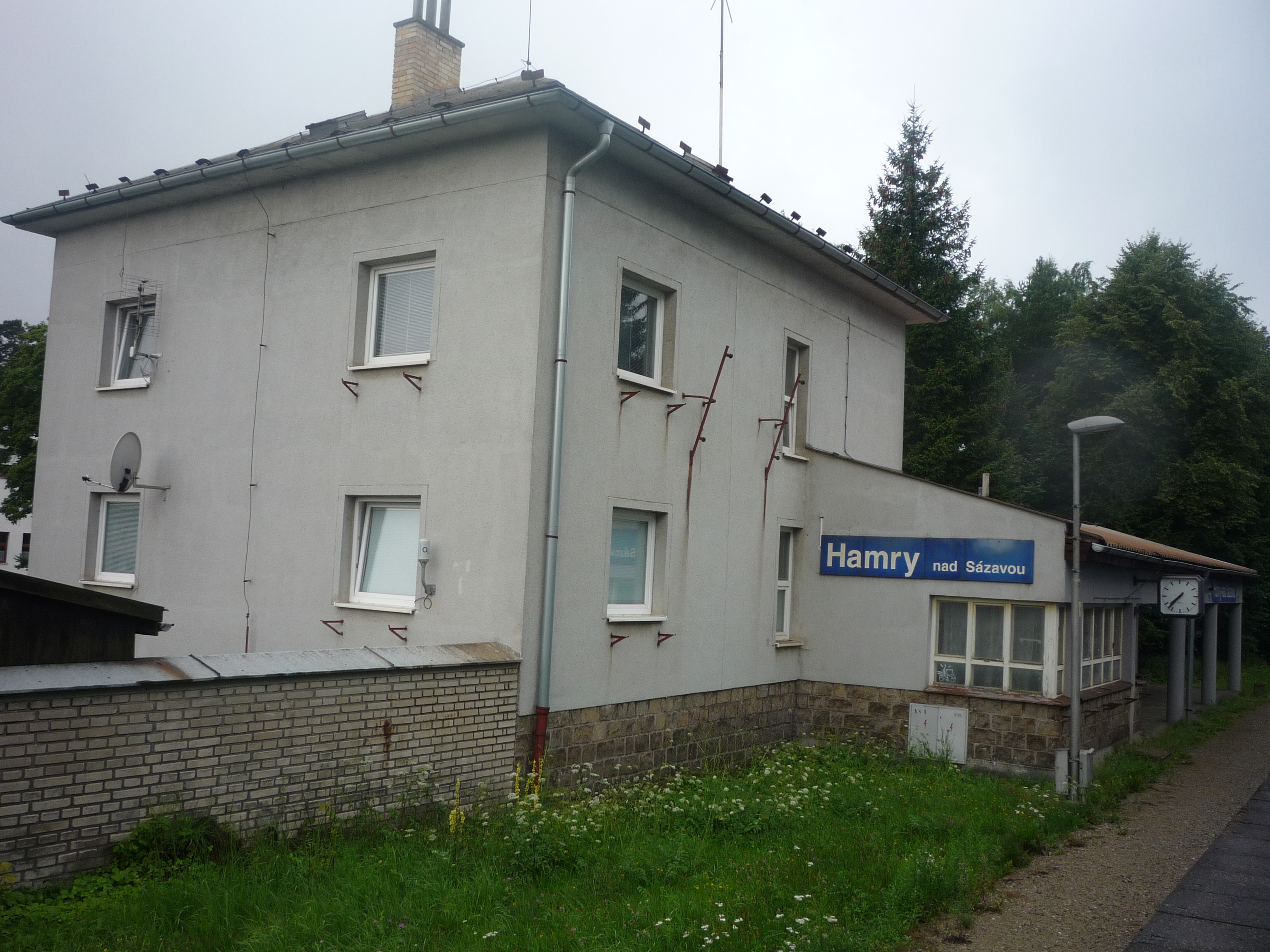
Hamry nad Sázavou
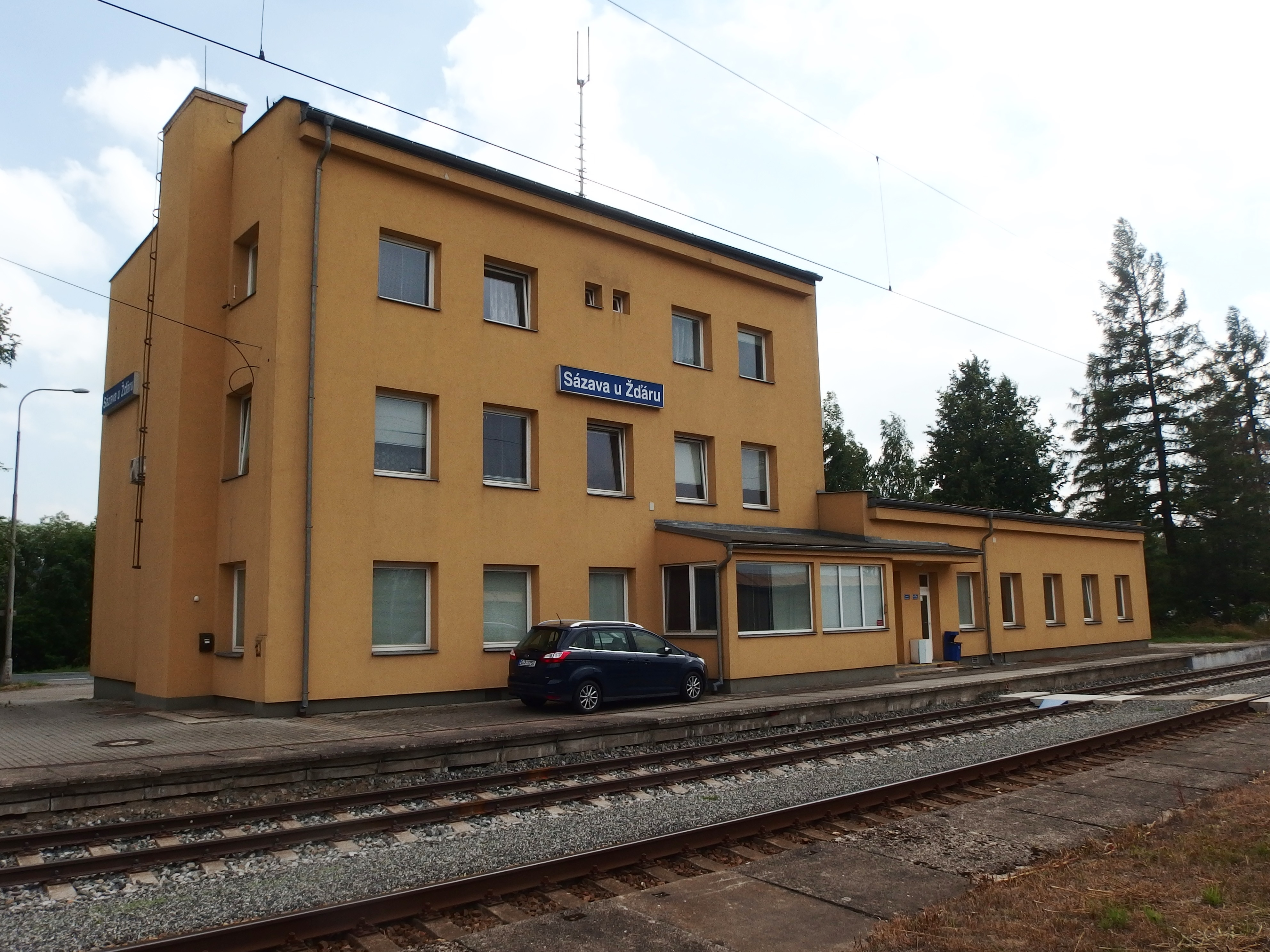
Sázava u Žďáru
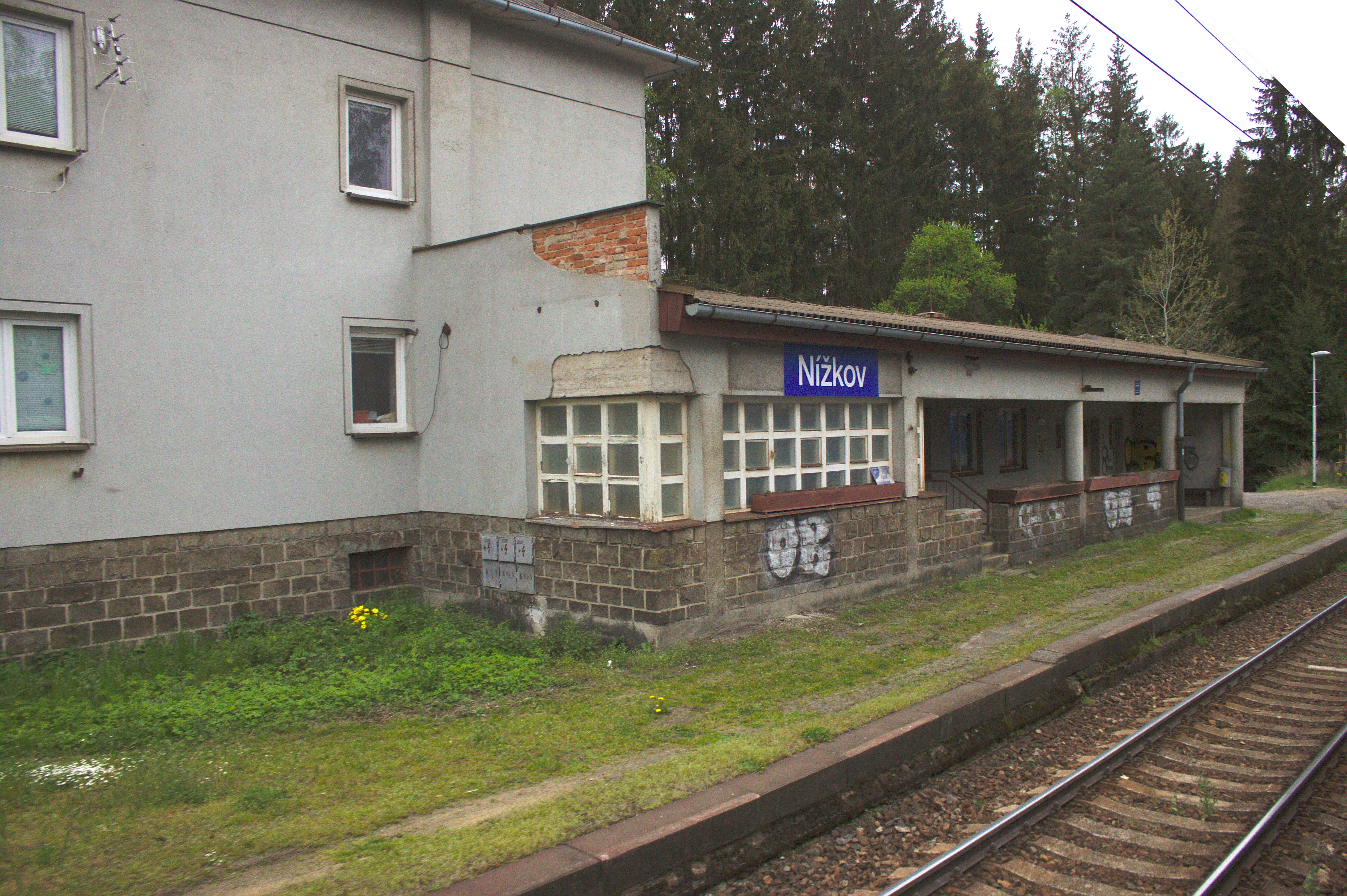
Nížkov
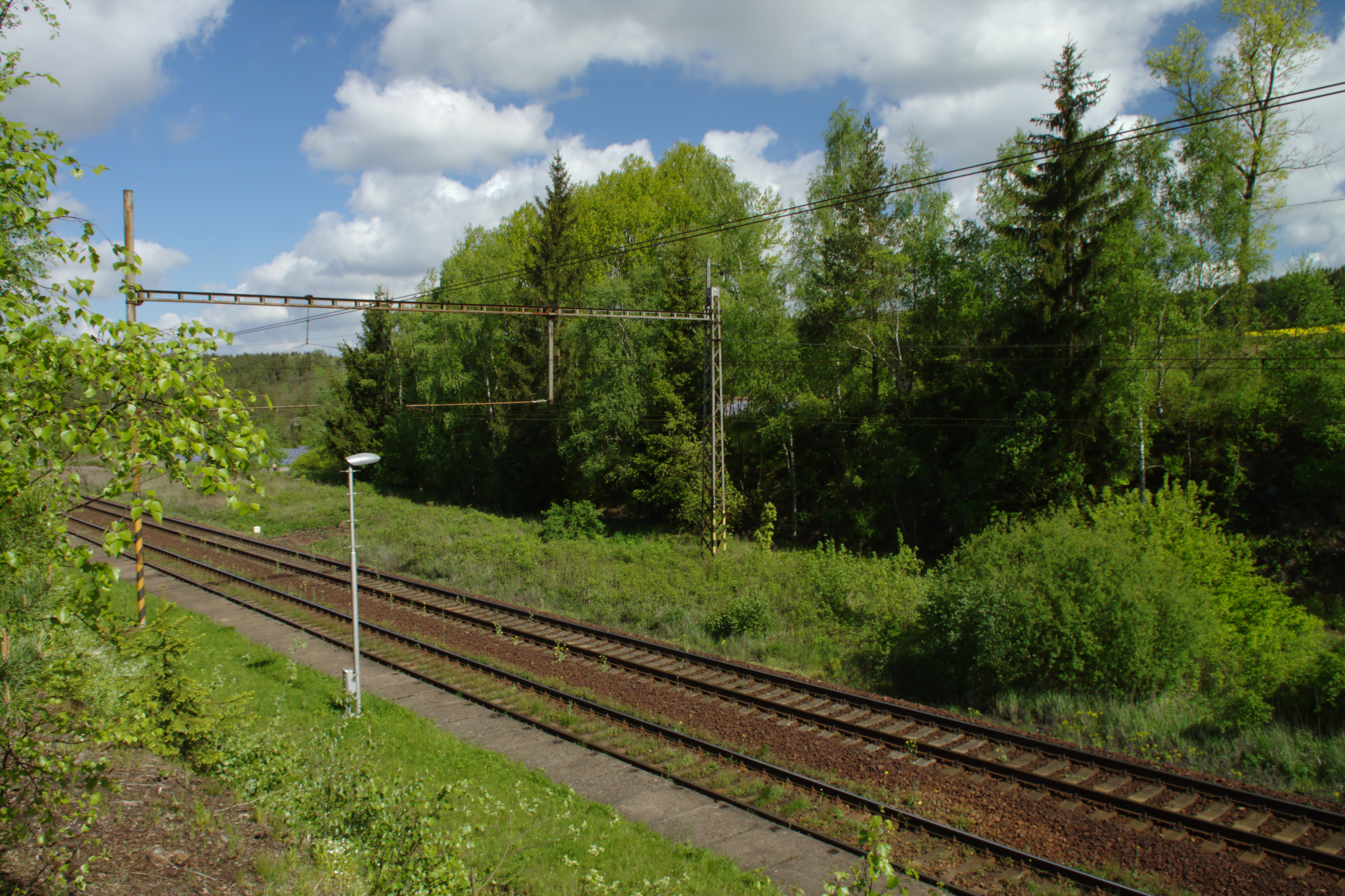
Ronov nad Sázavou
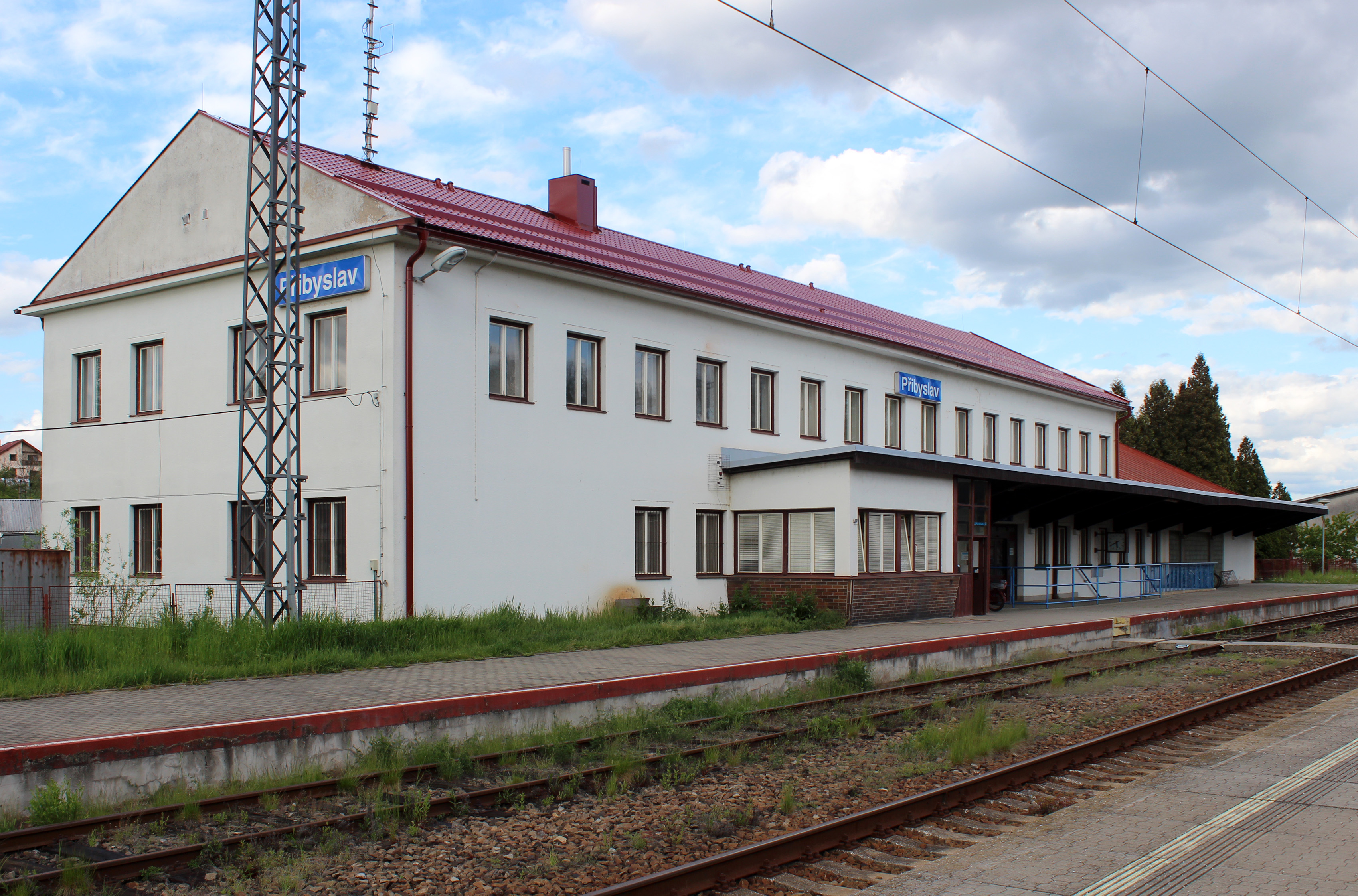
Přibyslav
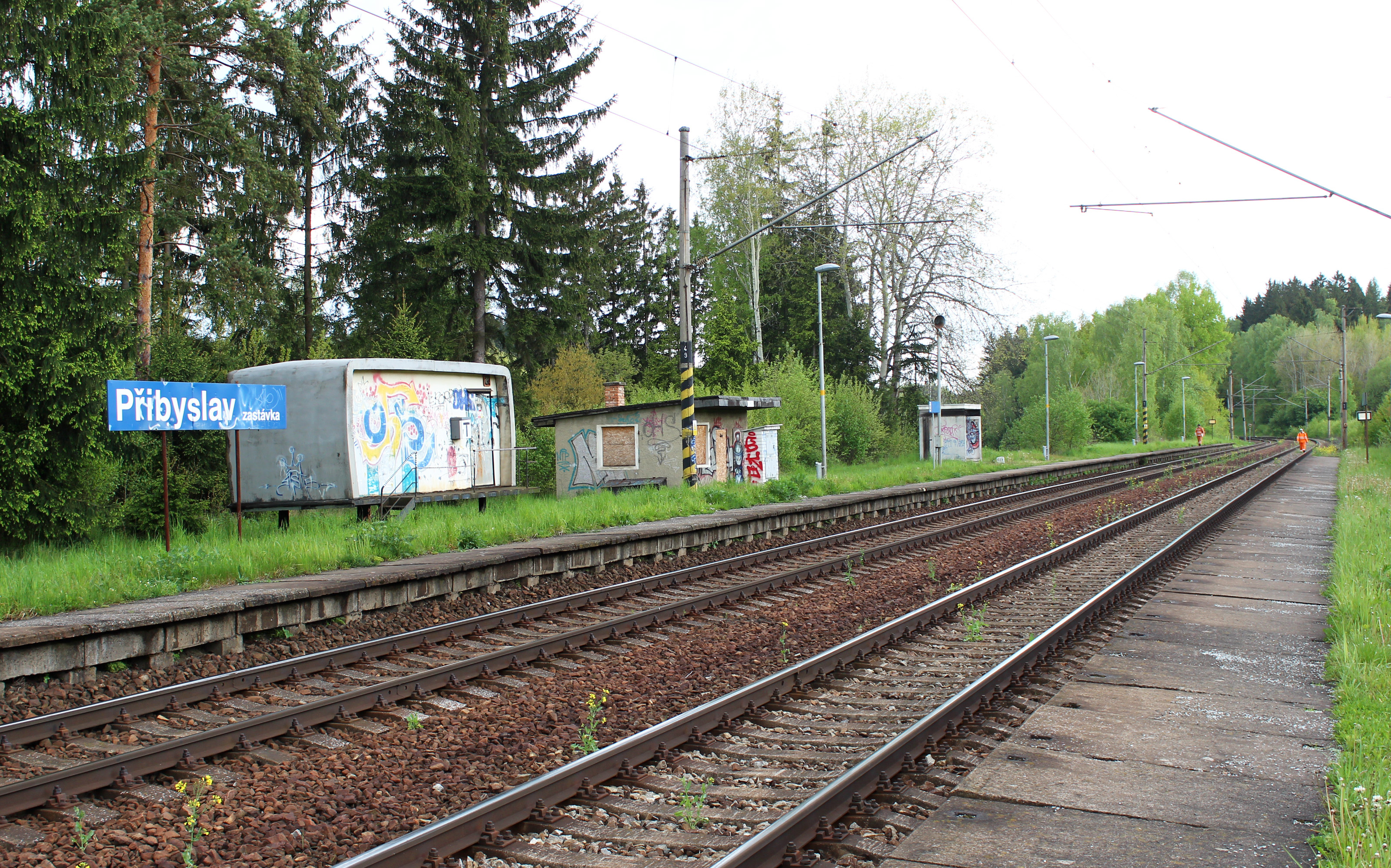
Přibyslav zastávka
Stříbrné Hory
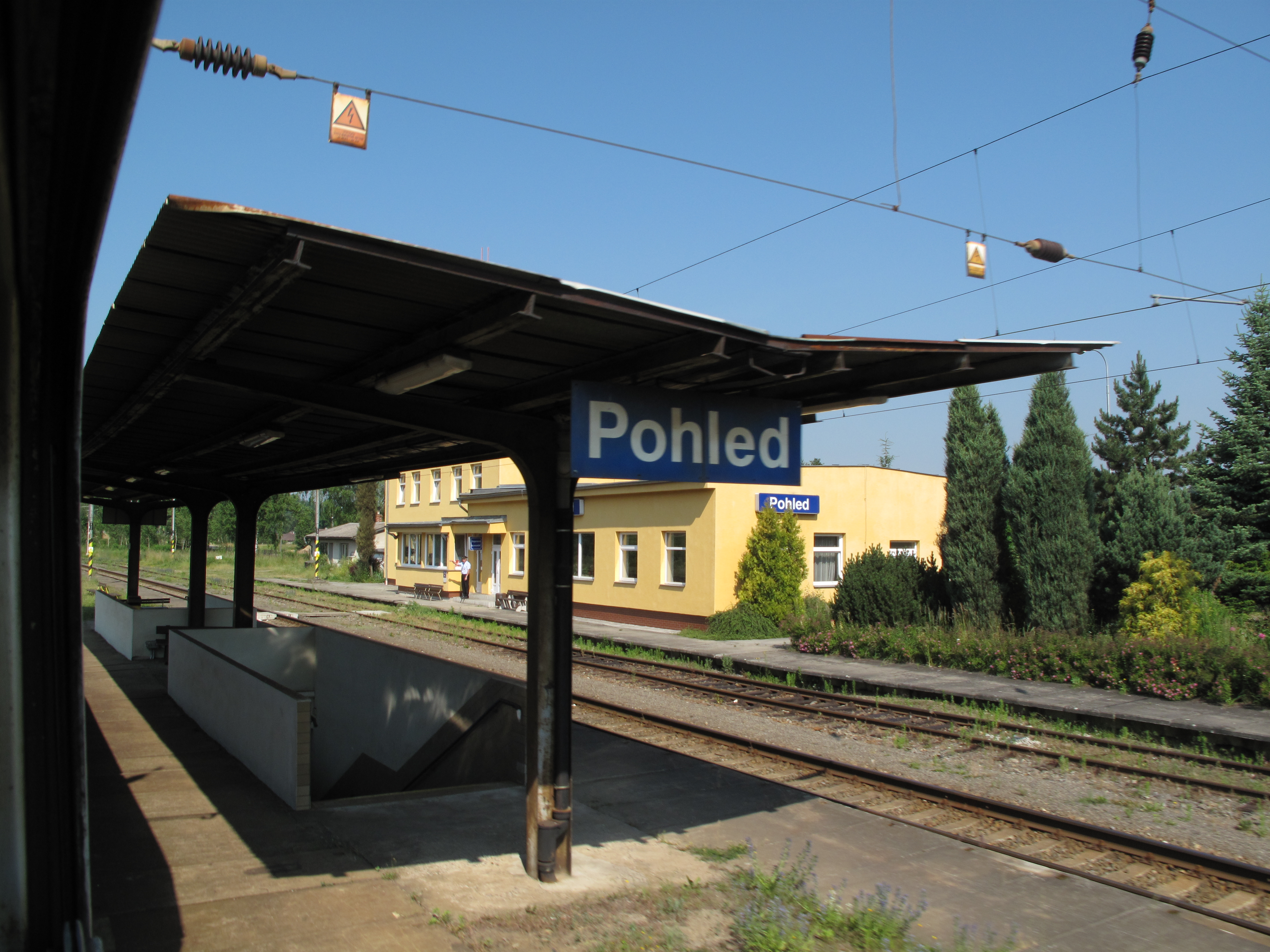
Pohled
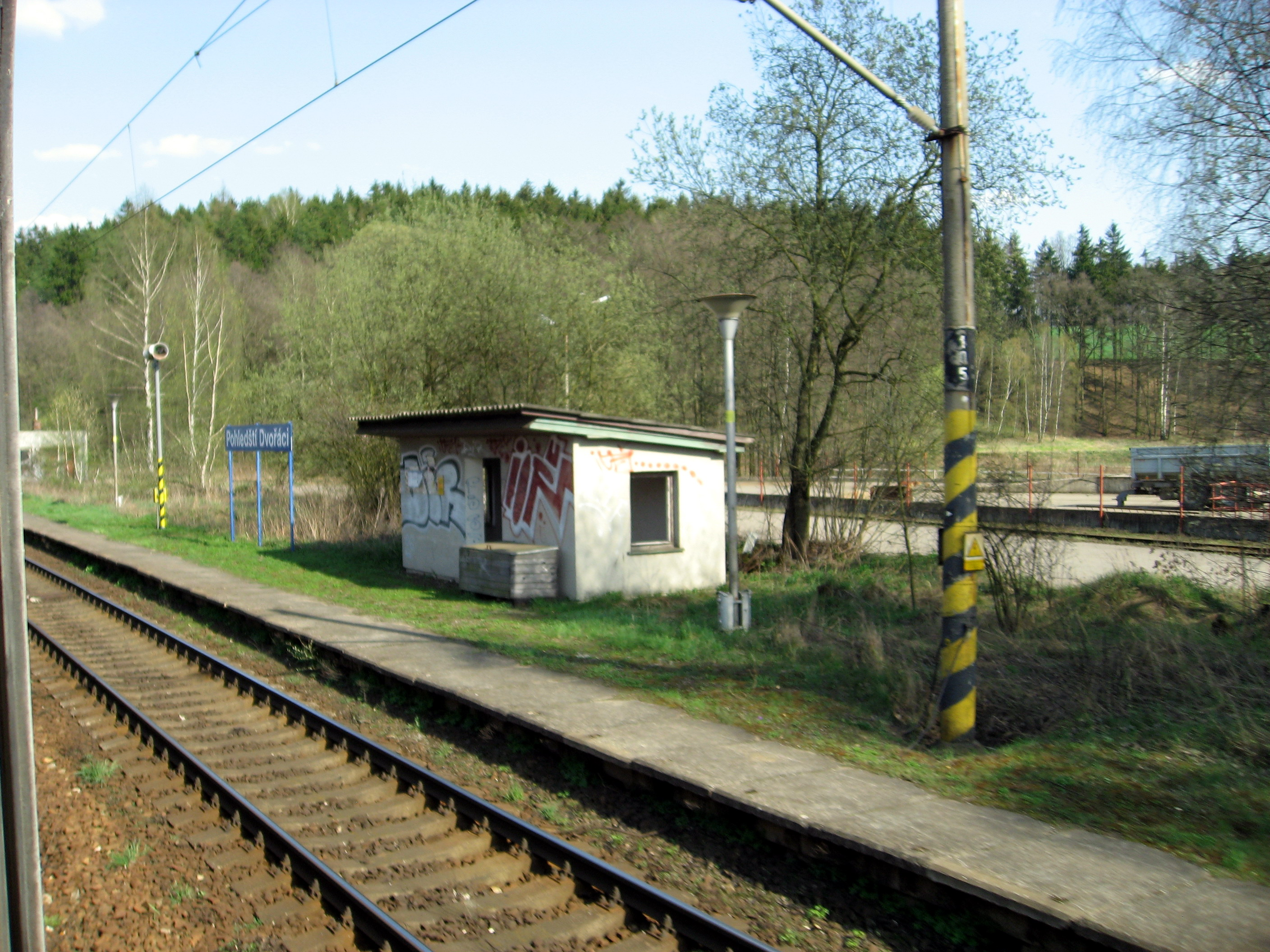
Pohledští Dvořáci
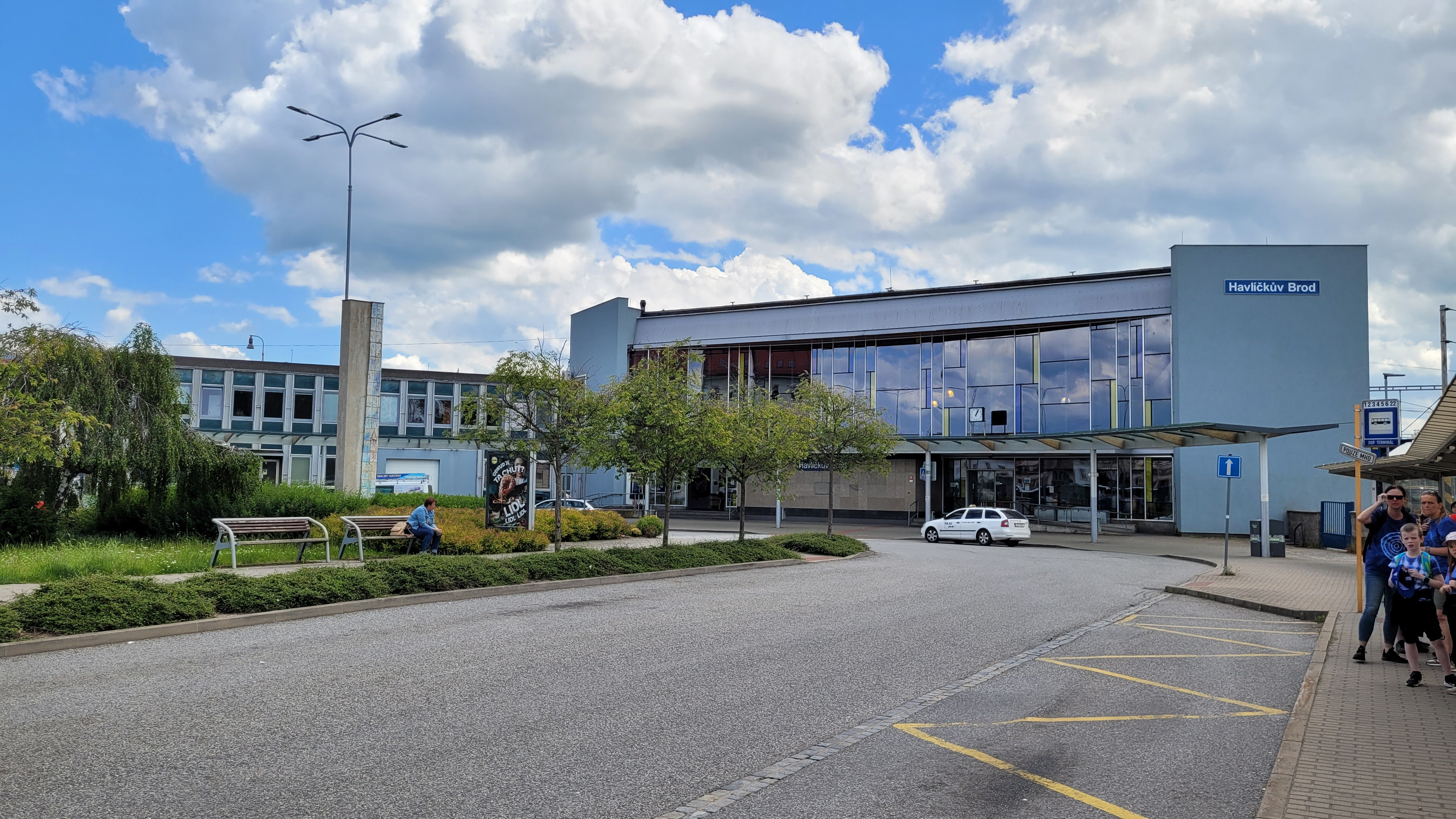
Havlíčkův Brod